# クリスマス
クリスマス（英語: Christmas）は、イエス・キリストの降誕を記念する祭で、キリスト降誕祭（キリストこうたんさい、単に降誕祭とも）、降誕日（こうたんび）、聖誕祭（せいたんさい）、ノエル（仏: Noël）などとも呼ばれる。「クリスマス」という英語は「キリスト（Christ）のミサ（mass）」という意味に由来する。
キリスト教の諸教派のうち、正教会（ギリシャ正教）、カトリック教会、聖公会（アングリカン）、ルーテル教会（ルター派）ほかプロテスタント諸教派の多くなどでは、教会暦上の毎年12月25日に祝われる（例外は「#古式を守るアルメニアの降誕祭」で後述）。
あくまでキリストの降誕を記念する日であり、この祭事が行われる日自体がイエス・キリストの正式な誕生日というわけではない（イエス・キリストの誕生日自体が不詳である〈#宗教的な典拠と位置付けを参照〉）。

## 概要
イエス・キリストの誕生（降誕）を記念する年中行事で、主に12月25日に、世界中の何十億人もの人々の間で宗教的・文化的に祝われるものである。キリスト教の典礼年の中心的な祝祭であり、アドベント（降誕祭）の季節に先立ち、西洋では歴史的に12日間続き、十二夜に最高潮に達するクリスマスの時期（Christmastide）を開始する。クリスマスは多くの国で祝日となっており、大多数のキリスト教徒が宗教的に、また多くの非キリスト教徒が文化的に祝う。クリスマスを中心に構成されるホリデーシーズンの重要な部分を形成する。
イエスが誕生した月日は不明であるが、4世紀初頭の教会では12月25日と定めていた。これはローマ暦の冬至に相当する。春分の日でもある3月25日の受胎告知からちょうど9ヶ月後である。多くのキリスト教徒は、世界各国でおおよそ採用されている、グレゴリオ暦の12月25日に祝う。しかし、東方キリスト教会の一部では、クリスマスを旧ユリウス暦の12月25日に祝い、これは現在グレゴリオ暦の1月7日に相当する。キリスト教では、イエスの正確な誕生日を知ることよりも、神が人類の罪を償うために人の姿でこの世に現れたことを信じることが、クリスマスを祝う最大の目的であると考えられている。
各国でクリスマスに関連する祝いの習慣には、キリスト教以前、キリスト教、世俗的なテーマや起源が混在している。現代の一般的な習慣としては、プレゼントを贈る、アドベントカレンダーやアドベントリースを完成させる、クリスマス音楽やキャロルを演奏する、キリスト降誕劇を見る、クリスマスカードを交換する、教会の礼拝、特別食、クリスマスツリー、クリスマスライト、キリスト降誕シーン、ガーランド、リース、ヤドリギ、ヒイラギなど様々なクリスマスの飾り付けをする、などが挙げられる。さらに、サンタクロース、ファーザー・クリスマス、聖ニコラス、クリストキントなど、クリスマスシーズンに子供たちに贈り物をする人物と密接に関連し、しばしば交換される人物がおり、それぞれ独自の伝統と言い伝えを持っている。プレゼントを贈るという行為や、その他多くのクリスマス行事は、経済活動の活発化を伴うため、小売業者や企業にとって重要なイベントであり、重要な販売期間となっている。過去数世紀にわたり、クリスマスは世界の多くの地域で経済効果を着実に高めてきた。

## 宗教的な典拠と位置付け
新約聖書にはキリストの降誕について、『ルカによる福音書』第2章 1-10節および『マタイによる福音書』第1章 18-25節に記述があるものの、いずれも誕生日を特定する記述は無い。
福音書に記された降誕の説話は、イエスが旧約聖書で示唆されたメシア到来に関する預言の通り、古代イスラエルの英雄ダビデ王の出身地ベツレヘムで生まれたとするものである。
ヨセフとマリアがベツレヘムに到着したとき、宿屋に部屋がなかったため、馬小屋を提供され、そこですぐにキリストが生まれ、天使がこのニュースを羊飼いに告げ、羊飼いがそのニュースを広めたという。一方ヘロデ大王は、自分の地位をいずれ脅かすであろう者が現れた事を知り、恐れをなしてどの子がイエスなのか特定しようとしたが、出来なかったため、同世代の幼児を皆殺しにした（幼児虐殺の逸話）。
クリスマスが行なわれる日は、あくまでも「降誕を記念する祭日」と位置付けられているのであって、前述したように聖書にはイエスの誕生日を記述する内容が存在しないことから「イエス・キリストの誕生日」とされているわけではない。イエス・キリストが降誕した日がいつにあたるのかについては、古代からキリスト教内でも様々な説がある（例えば3世紀の初め頃には、アレクサンドリアのクレメンスは5月20日と推測していた）。
また、キリスト教で最も重要な祭と位置づけられるのは、復活祭（イースター／パスハ）である。

## 起源

### 日付の候補と決定
325年5月の第1ニカイア公会議において、キリストの降誕を祝う日について議論された。日付の候補は、おもなものだけでも、1月6日、2月2日、3月25日、3月28日、4月2日、4月19日、4月29日、5月20日、11月8日、11月17日、11月18日、12月25日があった。
このうち、古代共和政ローマ時代の「ローマ暦」において冬至の日とされていた12月25日が、「降誕を祝う日」として次第に定着していった。12月25日に降誕祭を行う風習は、遅くとも354年には西方教会で始まり、4世紀末には東方教会の多くにも広まった。

### 古式を守るアルメニアの降誕祭
12月25日を降誕祭とする風習が定着する以前には、アルメニアやギリシアなどで1月6日説が採用されており、また、「キリストの降誕」の記念と同時に「キリストの洗礼」（ヨルダン川で洗礼者ヨハネから洗礼を受けたこと）の記念を祝っていた。
現在でもアルメニア使徒教会（東方諸教会・非カルケドン派正教会に分類される）においては、教会暦上の1月6日、すなわちアルメニア本国などではグレゴリオ暦、中東のアルメニアン・エルサレム総主教庁においてはユリウス暦を使用するためグレゴリオ暦の1月19日にあたる日（「各国において：イスラエル・パレスチナ」の節も参照）に、「キリストの降誕」の記念（降誕祭）と同時に「キリストの洗礼」の記念（神現祭）が祝われる。1月6日はアルメニア共和国の法定祝日となっている。

## 教会暦における日付・期間

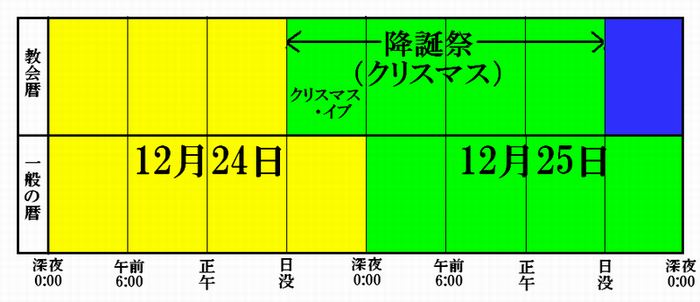
教会暦におけるクリスマスの日付。黄色が12月24日、緑色が12月25日を表す。常用時とは異なり、教会暦の日界は日没であるため、24日（常用時）の日没から25日（常用時）の日没までが12月25日、即ちクリスマスである

### 日付

#### 西方教会
「降誕日」は、西方教会に含まれるカトリック教会や聖公会、多くのプロテスタント諸教派などでは、毎年グレゴリオ暦の12月25日に祝われる。

#### 東方教会
東方教会のうちユリウス暦を教会暦として使用する教会では、グレゴリオ暦の1月7日に祝われる。これはユリウス暦の12月25日が、21世紀現在、グレゴリオ暦の1月7日に当たるからである（後述）。また例外的に、アルメニア使徒教会では教会暦上の1月6日に祝われる（前述）。

#### 日付の区切り
キリスト教に先立つユダヤ教の暦、古代ローマの暦、およびこれらを引き継いだ教会暦では、現代の常用時とは異なり、日没を日界（一日の境目）としている。このため、教会暦ではクリスマス（降誕日）は「12月24日（常用時）の日没から12月25日（常用時）の日没まで」である。また24日（常用時）の日没から24日（常用時）の24時すなわち25日（常用時）の0時（正子）までが「クリスマス・イヴ」である（クリスマス・イヴ#日付）。12月25日（常用時）の日没以降は、12月26日（教会暦）である。
伝統的には、クリスマス・イヴの夕刻～晩には「晩課」（「晩祷」、「夕の礼拝」などとも）を行って降誕の喜びの先取りとし、羊飼いが天使から降誕のみ告げを受けたとされる夜中（古来は12月25日の0時前後）には「深夜ミサ」あるいは「徹夜祷」などと呼ばれるミサ/聖餐式（西方教会）・奉神礼（東方教会）を行う。そして、25日の午前には改めて降誕を祝うミサ/聖餐式/聖体礼儀を行う。

### 期間

#### 西方教会

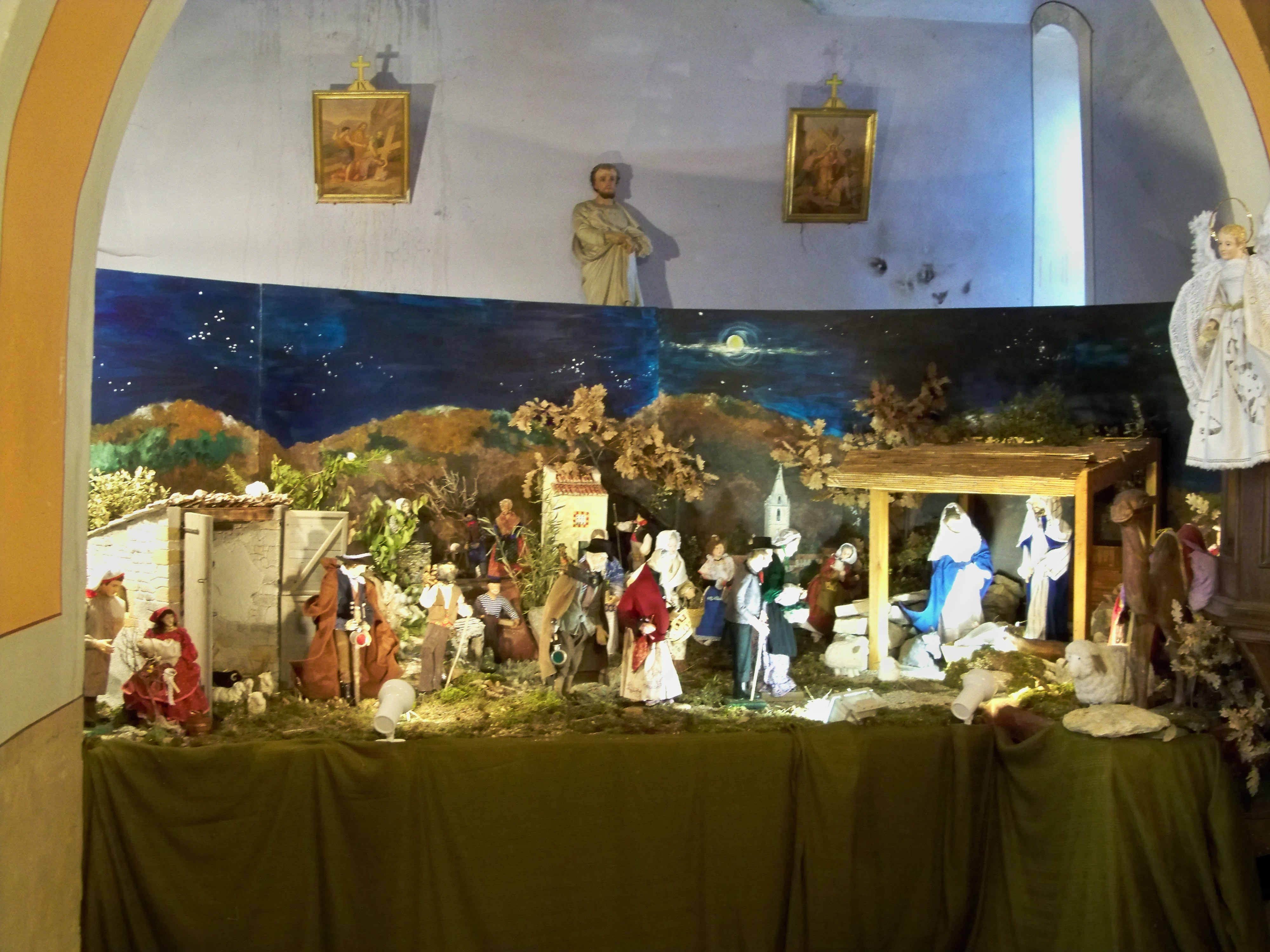
聖堂に飾られた「降誕場面」（フランス）

西方教会では、「降誕節」（ラテン語: Tempus Nativitatis、英語: Christmas season、Christmas days）は12月24日の日没から始まり、1月6日に「東方の三博士の来訪」を記念する公現祭（顕現日、エピファニー）を祝って、これを以て降誕節が終わる。より正確にはエピファニーの前日1月5日の日没「十二夜」までが降誕節で、「クリスマスの12日」（英語: Twelve Days of Christmas）と呼ばれる。あるいは、現代のカトリック教会では、「主(しゅ)の洗礼」を記念する公現祭後の主日（日曜日）までを降誕節とする。
そして降誕節の期間中、降誕日から数えて8日目にあたる1月1日は、「イエスの命名・割礼」を記念する「イエスの聖名の祝日」として祝われる。あるいは、現在のカトリック教会では1月1日を「神の母聖マリアの祭日」として祝い、併せてイエスの命名も記念される。
また、12月24日の4週間前（11月27日から12月3日の間）の主日から始まるアドベント（待降節/降臨節）をクリスマスの準備期間として祝う。
多くの聖堂（教会堂）の内部あるいは戸口際で、アドベントからエピファニーまでの間、キリスト降誕時の情景を表した模型「降誕場面」（イタリア語: Presepio、プレゼピオ／フランス語: Crèche、クレーシュ／英語: Crib、クリブ）が飾られ、それを見て人々はその出来事に想いを馳せる。

#### 東方教会
東方教会のうち、ギリシャ正教とも呼ばれる東方正教会では、エルサレム総主教庁、ロシア正教会、セルビア正教会、グルジア正教会など、そして東方諸教会・非カルケドン派正教会に分類されるコプト正教会などは、ユリウス暦（正教では「旧暦」と呼ばれる）の12月25日（21世紀現在、グレゴリオ暦1月7日にあたる）に降誕祭を祝うが、いわゆるギリシャ正教のうち、コンスタンティノープル総主教庁、ギリシャ正教会、ブルガリア正教会、ルーマニア正教会などでは、修正ユリウス暦（正教では「新暦」と呼ばれる）の12月25日（21世紀現在、グレゴリオ暦の同日にあたる）に執り行う。非カルケドン派正教会に分類されるアルメニア使徒教会では、教会暦上の1月6日に行う（前述）。
正教会では、降誕祭と、「主の洗礼」を記念する「神現祭」（降誕祭の12日後、ユ暦1月6日/グ暦1月19日に行われる）とは奉神礼として一連のものであり、構造は同じである。降誕祭の祭前期には「聖列祖の主日」で原祖アダム以来のキリストの肉に縁る先祖を、「聖世祖の主日」では神の祖父母イオアキムとアンナら歴代の義者を記念する。そして降誕祭の期間中の1月1日（ユリウス暦の1月1日は、21世紀現在、グレゴリオ暦1月14日にあたる）には、「主の割礼祭」を祝う。
誤解されがちなこととして、「東方教会ではエピファニーの日に降誕を祝う」と言われることがある。年月を経るごとにユリウス暦は、本来の太陽年とそれに近いグレゴリオ暦からずれが生じて、20世紀～21世紀の今たまたまユリウス暦12月25日がグレゴリオ暦1月7日（グ暦1月6日はユ暦12月24日：クリスマス・イヴ）になっているだけであり、ユリウス暦とグレゴリオ暦の違いはあれど、あくまで12月25日が降誕日なのである。ただし、1つ例外としては、アルメニア使徒教会では1月6日に降誕祭と神現祭を同時に祝う風習がある（前述）。

## 名称

### 教会における名称
東方正教会（ギリシャ正教）では、正式なフルネームとしては「主神(しゅ-かみ)我が救世主イイスス・ハリストスの降誕祭」（英語: “The Nativity of our Lord God and Savior Jesus Christ”、ロシア語: “Рождество Господа Бога и Спаса нашего Иисуса Христа”）などと呼ばれる。
西方教会（おもにローマ・カトリック教会）では、ラテン語: “Festum Nativitatis Domini nostri Jesu Christi”（われらの主(しゅ)イエス・キリストの降誕祭）、それを短縮した羅: “Festum Nativitatis Domini”（主の降誕祭）、あるいは特に「降誕日」を指して、羅: “Dies Natalis Jesu Christi”（イエス・キリストの降誕日）などと呼ばれる。

### 各国語と語源
日本語での当祭の呼び方には、英語の"Christmas"に由来する「クリスマス」の他に、「降誕祭」、「降誕日」、「聖誕祭」、「聖夜」などがある。
英語の"Christmas"は、「キリスト（Christ：クライスト）のミサ（Mass：マス）」に由来する。これは、古英語の"Crīstes mæsse"（初出 1038年）が、中英語において"Cristemasse"となり、現在につながる。
ヨーロッパ各国語では、「キリストの誕生」あるいは、"キリストの" にあたる部分を省略した「誕生」を指す言葉（転訛含む）で当祭を指す例がよく見られる。以下の表において「誕生」は、日本語におけるキリスト教用語の「降誕」と書き表す。
| 言語                  | 表記            | 由来              | 発音                | 発音         | 発音                   |
| 言語                  | 表記            | 由来              | 国際音声記号        | 音声ファイル | 片仮名音写             |
| --------------------- | --------------- | ----------------- | ------------------- | ------------ | ---------------------- |
| ギリシア語            | Χριστούγεννα    | キリストの降誕    | [xɾiˈstuʝena]       |              | フリストゥーイェナ     |
| ラテン語              | Christi Natalis | キリストの降誕    | [ˈkristi naˈtaːlis] |              | クリスティ・ナターリス |
| アルメニア語          | Սուրբ Ծնունդ    | 聖なる降誕        | [suɾpʰ t͡səˈnund]    |              | スルプ・ツァヌンド     |
| イタリア語            | Natale          | 降誕              | [naˈtaːle]          | 音声         | ナターレ               |
| フランス語            | Noël            | 降誕              | [nɔɛl]              | 音声         | ノエル                 |
| スペイン語            | Navidad         | 降誕              | [naβiˈða(ð)]        | 音声         | ナビダー               |
| スペイン語            | Navidad         | 降誕              | （[naβiˈðaθ]）      |              | （ナビダース）         |
| イベリア ポルトガル語 | Natal           | 降誕              | [nɐˈtaɫ]            |              | ナタ(ー) ル            |
| ブラジル ポルトガル語 | Natal           | 降誕              | [naˈtaw]            |              | ナタ(ー)ウ             |
| ロシア語              | Рождество       | 降誕              | [rəʐdʲɪstˈvo]       | 音声         | ラジュディストヴォ(ー) |
| ウクライナ語          | Різдво          | 降誕              | [rʲizdˈwɔ]          | 音声         | リズドヴォ(ー)         |
| グルジア語            | შობა            | 降誕              | [ʃɔba]              |              | ショバ                 |
| ポーランド語          | Boże Narodzenie | 神の降誕          | [ˈbɔʐɛ ˌn̪arɔˈd͡zɛ̃ɲɛ] | 音声         | ボージェ・ナロゼーニャ |
| 英語                  | Christmas       | キリストのミサ    | [ˈkrɪsməs]          | 音声         | クリスマス             |
| オランダ語            | Kerstmis        | キリストのミサ    | [ˈkɛrs(t)məs]       | 音声         | ケルストミス           |
| ドイツ語              | Weihnachten     | 聖夜              | [ˈvaɪˌnaxtən]       | 音声         | ヴァイナハテン         |
| デンマーク語          | Jul             | 冬至祭 （ユール） | [juːl]              |              | ユール                 |
| ノルウェー語          | Jul             | 冬至祭 （ユール） | [jʉːl]              | 音声         | ユール                 |
| スウェーデン語        | Jul             | 冬至祭 （ユール） | [jʉːl]              | 音声         | ユール                 |
| フィンランド語        | Joulu           | 冬至祭 （ユール） | [jou̯lu]             |              | ヨウル                 |

1. ↑  太字はアクセント位置を表す。
2. ↑  中世～現代ギリシア語読み。古代ギリシア語では「クリーストーゲンナ」（Χρῑστοῦγέννᾰ [kʰriːs.tôː.ɡén.na]）。
3. ↑  教会ラテン語読み。古典ラテン語では「クリースティー・ナーターリス」（Chrīstī Nātālis [ˈkʰriːstiː naːˈtaːlis]）。
4. ↑  東アルメニア語読み。西アルメニア語では「スルプ・ザヌント」（[suɾpʰ d͡zəˈnuntʰ]）。
5. 1 2  マドリード首都圏での発音。
6. 1 2  東スラヴ語群の発音はアクセント（母音の強勢）とイントネーション（高低）が必ずしも一致しないため、片仮名音写ではアクセント位置を表示していない。
7. ↑  複数形であることに注意。つまり、クリスマス・イヴからエピファニーにかけての「降誕節」を指す意味もある。

東方教会では、ローマ・カトリック教会に由来する「Mass」という語を含む「Christmas」という語を避けて、英語では「Nativity」という語が用いられる。

### 略記
英語「Christmas」を略記する際には、「キリスト」の語源であるギリシア語: Χριστός（Khristós）の頭文字である「Χ」（希：ケー、キー、ヒー、英：カイ）、または、それと形が同じラテン文字「X」（羅：イクス、英：エックス）を「Christ」の省略形として用いている。
そのような例は、中英語では「Χρ̄es masse」が見られる。また、現代の英語圏では「Xmas」や「X-mas」が頻繁に見られる（これらはスタイルガイドでは推奨されていないとされる）。
他に、アポストロフィーを付けた「X'mas」、Christ の末字 "t" を添えた「Xtmas」や「Xtmas」、Χριστός の頭二文字をラテン文字に置き換えた「Xpmas」などもある。
かつて日本ではアポストロフィーを用いた「X'mas」「X'Mas」の表記が和製英語とする俗説や、アポストロフィーを付するのは誤りとする説、現在はアジア圏でのみの使用とする説などがあった。「Engrish」の代表との誤解もある。しかし、歴史的に和製英語でないことは、19世紀の書籍でも確認できる。現在の英語圏でも出版物などで一般的に使用されており、Twitterにおいても米国のラジオ局が発信したツイートや、英米の著名人・一般人のツイートにも見られる（2012年現在）。
ロシア語での略記は、「Рождество Христово」（ハリストスの降誕）の頭文字からとった「РХ」で表される。ロシアでは、聖堂などに「РХ」とネオンサインで表示する様子がしばしば見られる。（「各国において：ロシア」の節も参照）

## 各国において

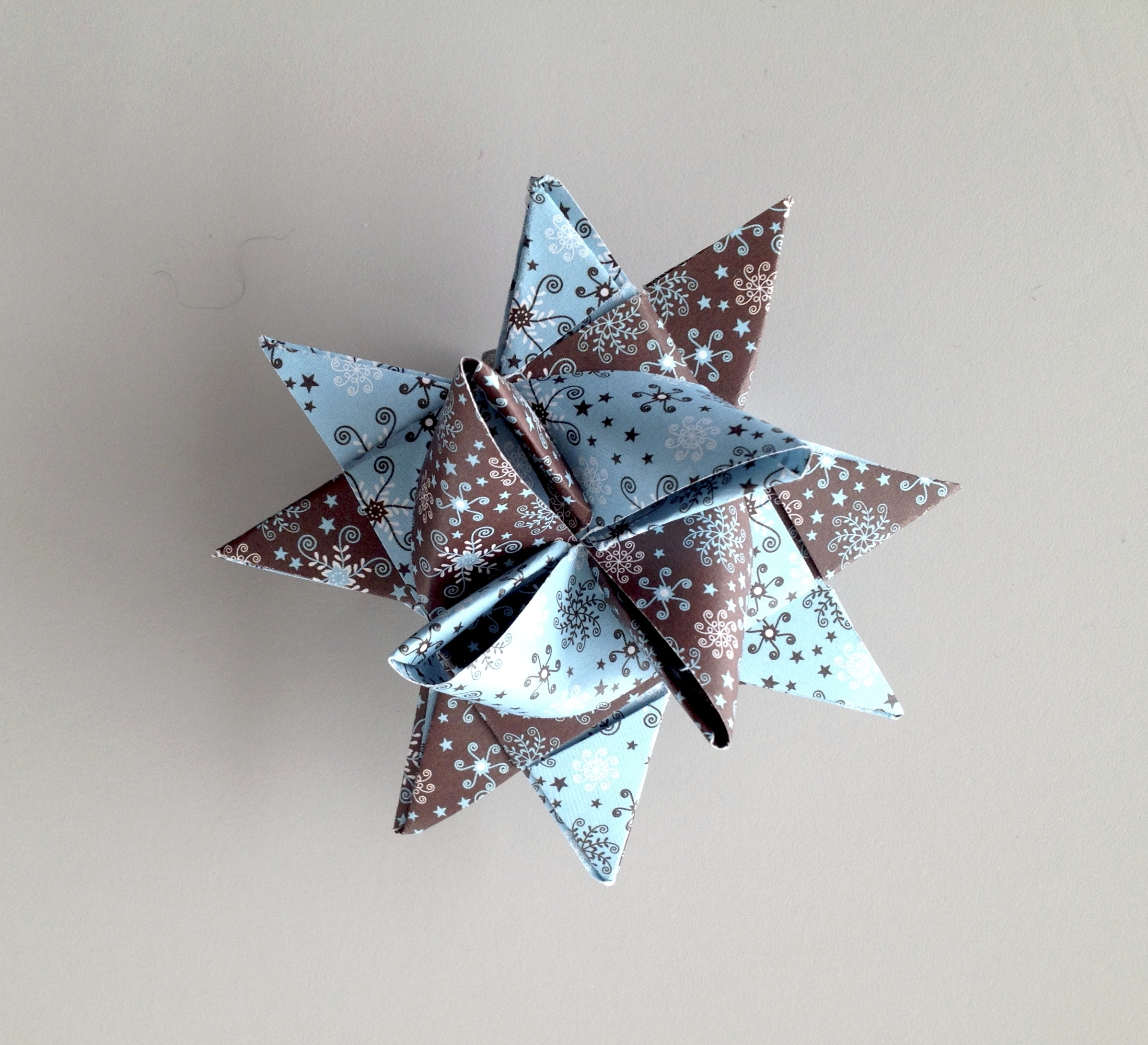
クリスマス飾りフレーベルの星

### 欧米諸国全般
ヨーロッパや北米などでは、クリスマスは基本的に自宅で家族と過ごすものである。英国や米国などではクリスマスのずいぶん前から（教会暦の概念があるキリスト教会ではアドベント開始日に合わせて）一緒にクリスマスリースやクリスマスツリーを作ったり、家や教会を飾り付けるなどの協同作業をすることで、家族や信徒同士で一緒に過ごす喜びを確認する。そしてクリスマスの当日には家庭料理を味わうのが一般的であり、あえて外出するのは、クリスマスあるいはクリスマス・イヴのミサ/礼拝/奉神礼に参祷するため教会に行くくらいである。
キリスト教圏の中でもカトリック教会の影響の強いイタリア、フランス、スペイン、ポーランドなどでは、クリスマス（降誕節）は教会暦どおりクリスマス・イヴ（12月24日の晩）に始まり、1月6日の公現祭（エピファニア）に終わる。クリスマスの飾り付けは12月23日頃に行う。24日はクリスマス・イヴとして夜を祝う。大人たちは、12月初旬からクリスマスにかけて、愛情を込めた言葉を記したクリスマスカードを郵送しあう。子供達がクリスマスプレゼントをもらうのは、東方の三博士が幼子イエスを訪ねて贈り物を献げたことを記念する公現祭（エピファニー）にあやかって1月6日である場合も多い。クリスマスの飾り付けはエピファニーを過ぎてから取り払われる。

### 南半球全般

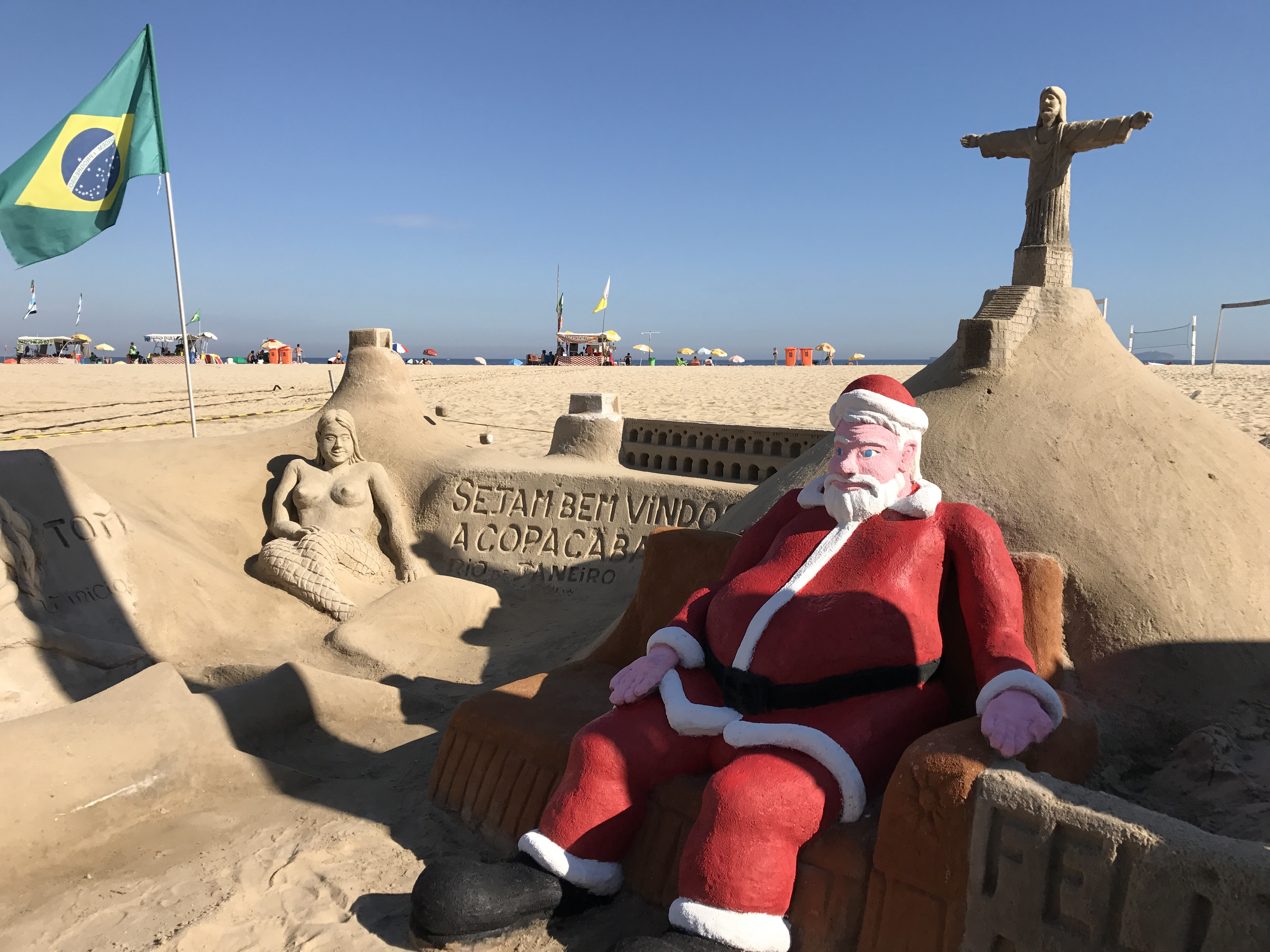
「南半球からのメリー・サマー・クリスマス」（リオデジャネイロ）

オーストラリアや南米など南半球の国々では、クリスマスは真夏となる。そのためクリスマスパーティーは、屋外やプールなどで開催されることも多い。

### イギリス
イギリスおよびイギリス連邦諸国では、12月26日に使用人や配達人にプレゼントを渡すボクシング・デーがあり、1月6日までをクリスマス期間ともしている。
イギリスでは、サンタクロース（Santa Claus、Father Christmasとも）が12月25日にプレゼントを持って来るとされる。クリスマスの日には台所周辺にヤドリギが飾られる。19世紀のイギリスを中心に、ヤドリギの下に偶然女性が立った場合、その女性にキスをしてもよいとする習慣があった。

### ドイツ語圏・ベネルクス

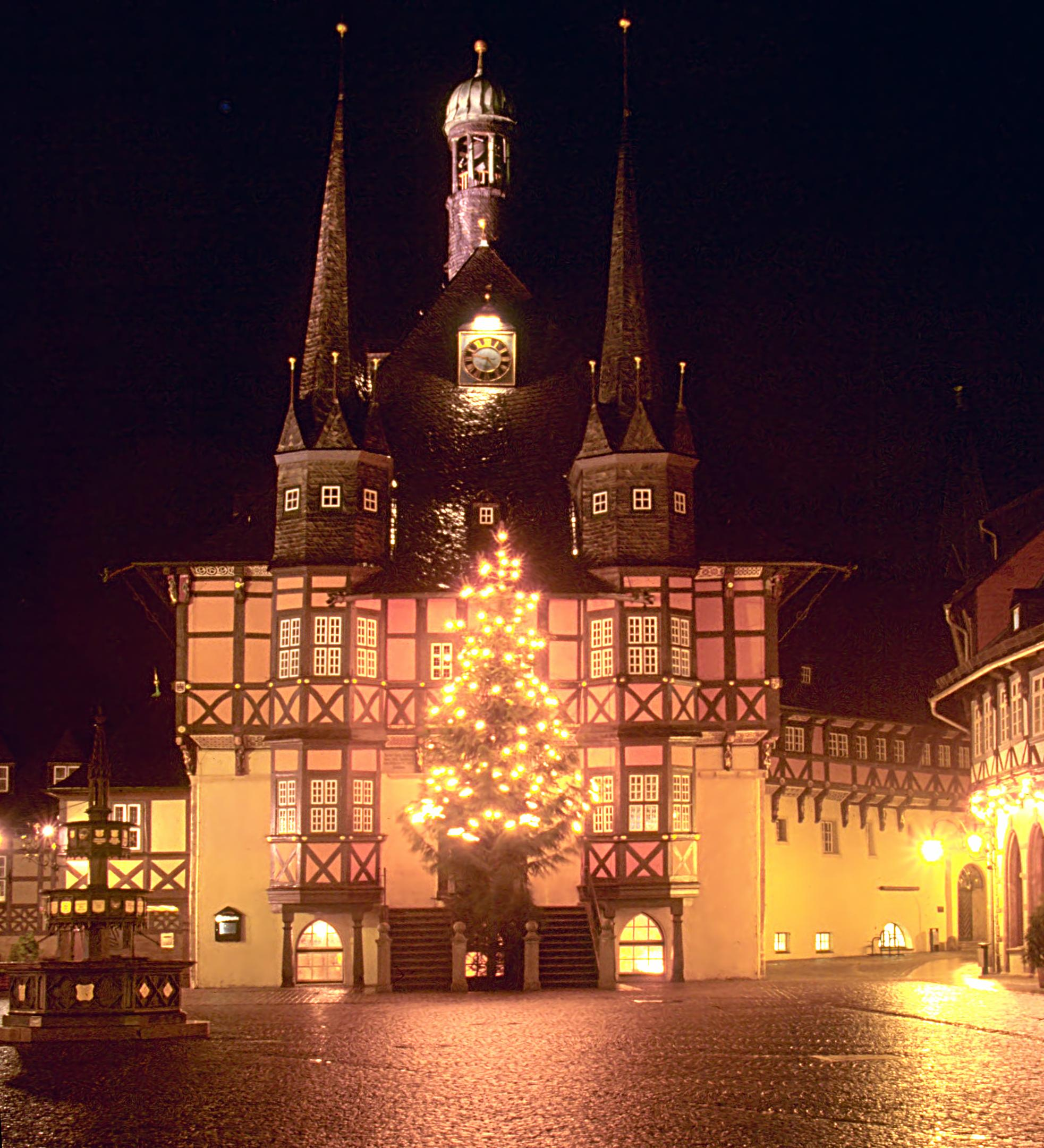
ドイツ・ヴェルニゲローデ市庁

ドイツの一部地域やオランダなどでは、12月6日が聖ニコラウスの日で、子供達は聖ニコラウスからプレゼントをもらうか、ニコラウスが連れてくるクネヒト・ループレヒトに罰を与えられる。プレゼントを貰えるのは、それまでの1年間に良い子だった子供だけで、悪い子は石炭を与えられたり、木の枝で打たれることになっている地域もある。さらに12月24日のクリスマス・イヴにもプレゼントが配られる。ドイツ語圏で24日にプレゼントを持ってくるのは、北部ではヴァイナハツマン（Weihnachtsmann：「聖夜の男」）、南部ではクリストキント（Christkind：「幼子キリスト」）とされている。
ドイツやオーストリア各地の町では、アドベントからクリスマスにかけて、町の中心部の広場にクリスマスマーケット（ヴァイナハツマルクト）が建ち、クリスマスプレゼントや、家庭でのクリスマスの祝いに備えた食品や飾りなどを買ったり、グリューワイン（クローブ、シナモンなど甘い香りのするスパイスで香りを付け、熱燗にしたワイン）を飲んで温まる。他にもドイツは、クリスマスツリーやアドベントリース（アドベントクランツ）、アドベントカレンダーなど、西方教会圏の多くに伝わるクリスマスの諸風習の発祥地とされる。近年では日本でもドイツ風のクリスマスマーケットが催されることがある。（「#商工業」も参照）

#### ナチス・ドイツ時代

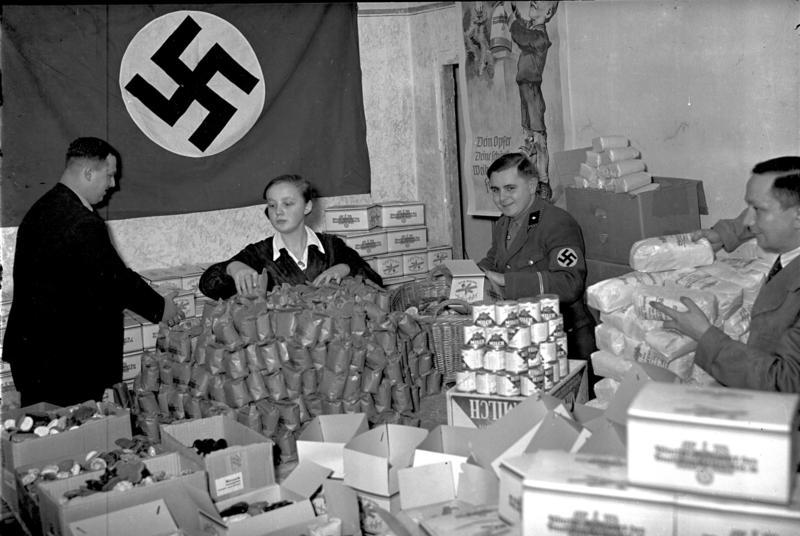
貧しい人へのクリスマス・プレゼント(1935年)

ナチス・ドイツにおけるクリスマスは、ナチ党のイデオロギーと整合させるための努力の賜物であった。ユダヤの出自を持つ、ユダヤ人の救世主イエスの誕生を記念する行事であるクリスマスは、ナチスの人種主義と折り合いをつけるのが困難な催しであった。そのため、1933年から1945年まで政府当局は民間行事としてのクリスマスからそうした宗教的側面を排除し、キリスト教の出現以前から催されてきたゲルマン人伝統の祝祭（ユール）であることを強調しようとした。その流れの中で賛美歌の歌詞やクリスマスの飾り付けは世俗化されたが、教会や家庭における祝われ方は本来のキリスト教的な様式のままであった。

### イタリア
イタリアのほとんどの地域では、プレゼントを持って来るのは魔女のベファーナとされる。

### 北欧
スカンディナヴィア諸国を中心とする北欧のクリスマスは「ユール」と呼ばれ、12月13日の聖ルチア祭から始まる。古代ゲルマン人の冬至祭の影響を色濃く残しており、ユール・ゴート（ユールブック）と呼ばれる、ワラで作ったヤギを飾ること、妖精がプレゼントを持って来てくれることなど、独自の習慣が見られる。また、クリスマスの時期は真冬であるため、小鳥たちがついばめるように、ユールネックという麦の穂束を立てる習慣もある。

### ポーランド
ポーランドのクリスマスはキリスト教世界の多くの国と同じく、もっとも大きな年間行事の一つである。クリスマスの儀式は古代から何世紀にもかけ徐々に発展してきた。カトリック教会によるポーランドのキリスト教化が行われる中で、一部の非キリスト教の古い宗教的な習慣が結びつき、その後、地域の伝承や様々な民俗文化と相互に影響を与えながら広まった。クリスマス・イヴの日には装飾され光るクリスマスツリーが居間に飾られ、また大抵は教会の外や公共スペースにおかれる。ポーランドにおいて、クリスマスは「Boże Narodzenie」（ボジェ・ナロゼニェ、神の誕生）と呼ばれる。

### ロシア

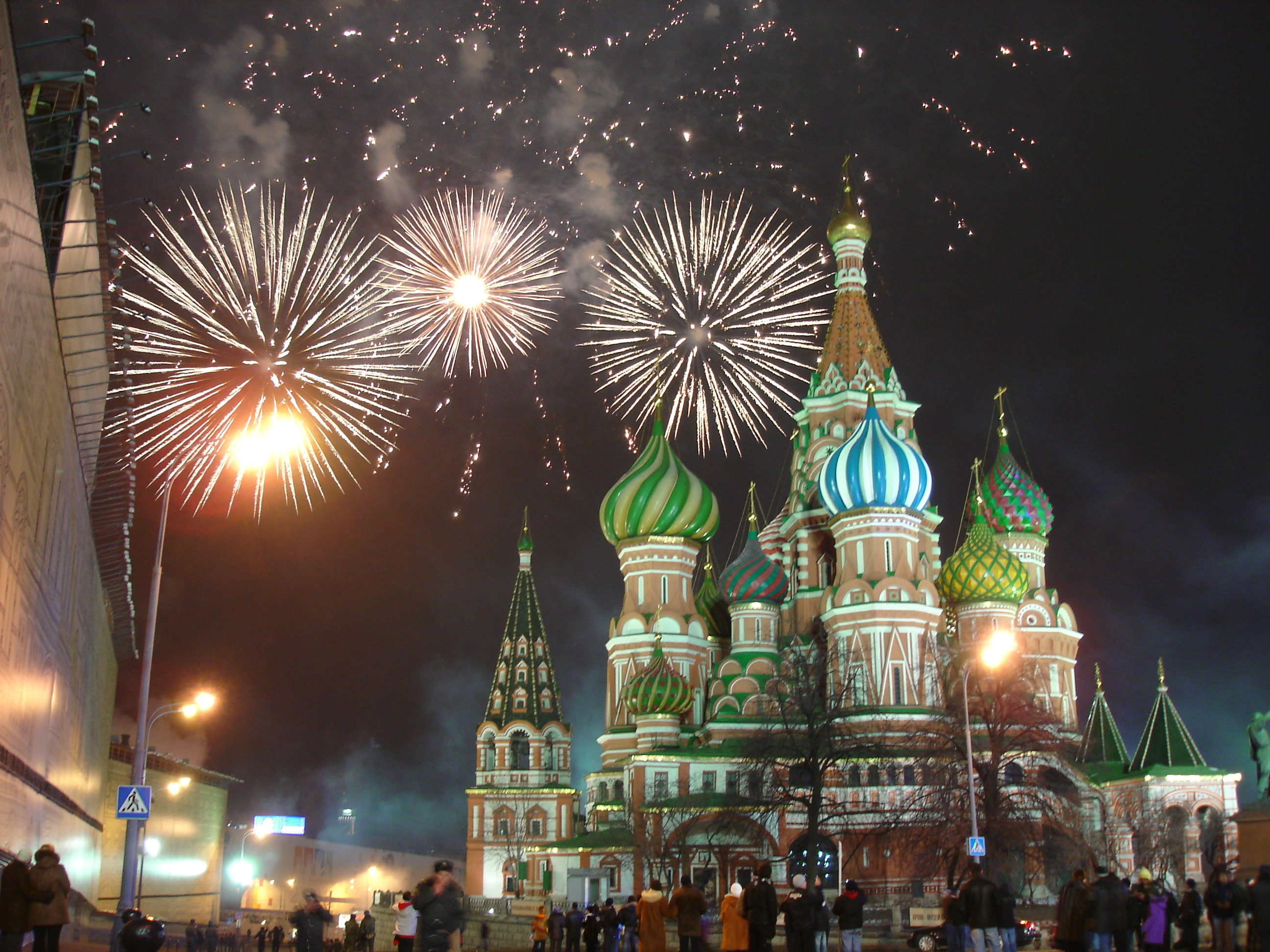
モスクワ・聖ワシリイ大聖堂の元日

正教会圏に含まれるロシアでは、クリスマスは俗称「冬祭り」（「Зимние фестивали」）、サンタクロースは「マロース爺さん」（ロシア語で、マロースは「吹雪」の意味）と呼ばれており、スネグーラチカ（雪娘）を連れているとされる。ロシア正教会、セルビア正教会など、ユリウス暦を使う正教会の降誕祭は、1月7日（ユリウス暦での12月25日）である（前述）。そのため、グレゴリオ暦の大晦日～元日は（1918年2月14日に改暦以降）クリスマスの前祝い的な位置付けとなっている。
ロシア正教会では「Христос Рождается!」「Славите (Его)!」（「ハリストス生まる！」「（彼を）崇め讃（ほ）めよ！」）が教会におけるクリスマスの挨拶である（「生まる！」と声を掛けられたら「崇め讃めよ！」と返す）。世俗的には、 「С Рождеством (Христовым)!」（「（ハリストスの）降誕と共に」）という挨拶がよく用いられる。

#### ソ連時代
ソビエト連邦時代のロシアでは、クリスマスは伝統的な祭りとして禁止こそされなかったものの政府側は良い顔を見せず、キリスト教的な考えを壊そうとするソビエト共産党の意向に沿ったものにするなど、政治色の強いものとなっていた。特にヨシフ・スターリンの時代では、クリスマスがスターリンの誕生日の四日前ということもあり、クリスマスツリーにスターリンの写真をつるすといったことも行われた。子供は、サンタクロースに手紙を書く代わりにクレムリンに平和への感謝を記した手紙を書くように強いられた。宗教弾圧が行われていたソビエト社会主義共和国連邦は、表向き大々的に降誕祭が祝われることはなかったが、ソビエト連邦の崩壊後の旧ソ連諸国では、再び降誕祭が大々的に祝われるようになった。

### ウクライナ
ウクライナは、ロシアやベラルーシなどと同じく基本的には東スラヴ系正教文化圏に属し、近代にはロシア帝国領（ハルィチナーなどを除く多数地域）のちソ連領（20世紀後半には現国家独立時の領土全域）であった。一方かつては、南西部ハルィチナーのほか最大時では西側半分ほど（右岸ウクライナなど）がポーランド＝リトアニア連合領やオーストリア＝ハンガリー帝国領だった時代もあるなど、複雑な歴史的経緯から様々なキリスト教の教派・組織が混在するが、多数派である正教会および東方典礼カトリック教会は共に東方教会の様式的伝統を受け継ぎ、従来長らくユリウス暦（旧暦）が用いられてきたため、一般的には近現代のグレゴリオ暦換算で1月7日が降誕祭の祝日であった。ただし、少数ながらローマ・カトリックやプロテスタントでは、グレゴリオ暦12月25日にクリスマスを祝ってきた。
近年の動向として、2018年に複数の正教会組織が合同して結成された「ウクライナ正教会 (OCU)」は、コンスタンティノープル総主教庁系で「ウクライナ化」（脱ロシア化）指向の立場をとるため、2023年9月1日より修正ユリウス暦（正教新暦）の採用へと踏み切り、新暦12月25日に降誕祭を祝うこととなった。ウクライナ東方カトリック教会も（復活祭に関わる移動祝祭日以外について）これに同調した。また、同年より国家の法定祝日としての降誕祭日も、12月25日と1月7日の2回あったのが、12月25日のみへと変更された。
他方、ロシア帝国領時代からの伝統維持を重んじ親ロシア指向であるモスクワ総主教庁傘下の正教会組織「ウクライナ正教会 (UOC-MP)」は依然として旧ユリウス暦を使用しており、新暦換算1月7日に降誕祭日を祝うという足並みの乱れが生じている。
ウクライナ語で降誕祭は「Різдво」（リズドヴォ）といい、降誕祭の挨拶は「З Різдвом (Христовим)!」〔ズ・リズドヴォム （・フリストーヴィム） 音声〕が一般的には用いられる。

### ルーマニア
正教徒が多数派を占めるルーマニアだが、ルーマニア正教会では修正ユリウス暦を採用しているため、21世紀現在は西方教会と同日の12月24日～25日に祝われる主要な年次の祝祭である。クリスマスの祝賀はルーマニアのキリスト教化後に導入されたが、社会主義時代 (1948年 - 1989年) には宗教、イエス・キリスト、教会の概念は禁止された。民主化ともにルーマニアのクリスマスは再開され、よりお祭り色を強めた。クリスマスの祝祭シーズンは11月30日の使徒聖アンデレの日から始まり、1月7日の洗礼者ヨハネの祭日に終わる。この期間に祝われる主要な祝祭日として、12月1日の統一記念日、聖ニコラオスの日、聖イグナティオスの日、クリスマス・イヴ、クリスマス当日、聖ステファノの日、主の割礼祭（大晦日～元日）、神現祭がある。

### イスラエル・パレスチナ

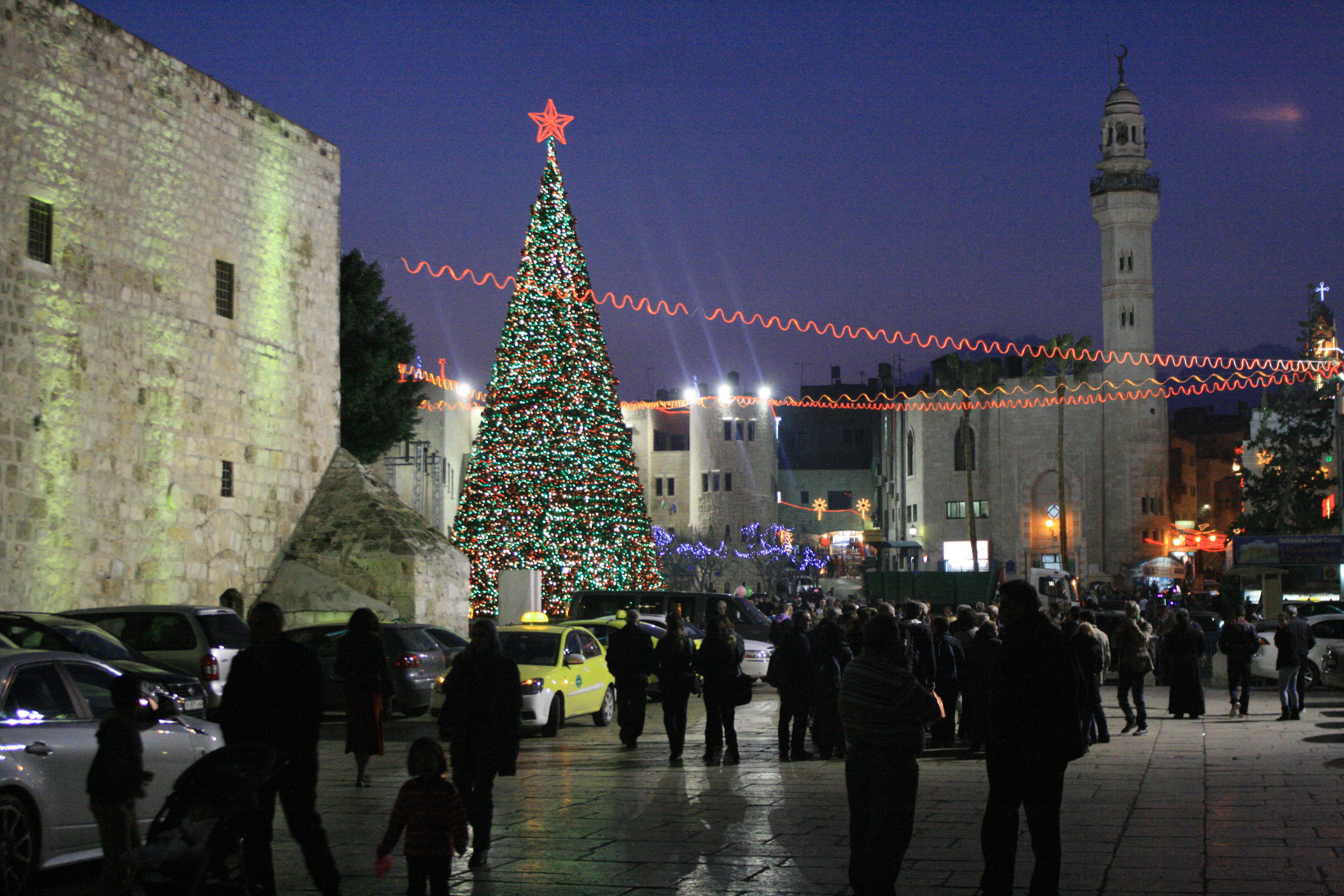
ベツレヘム、降誕教会前の広場

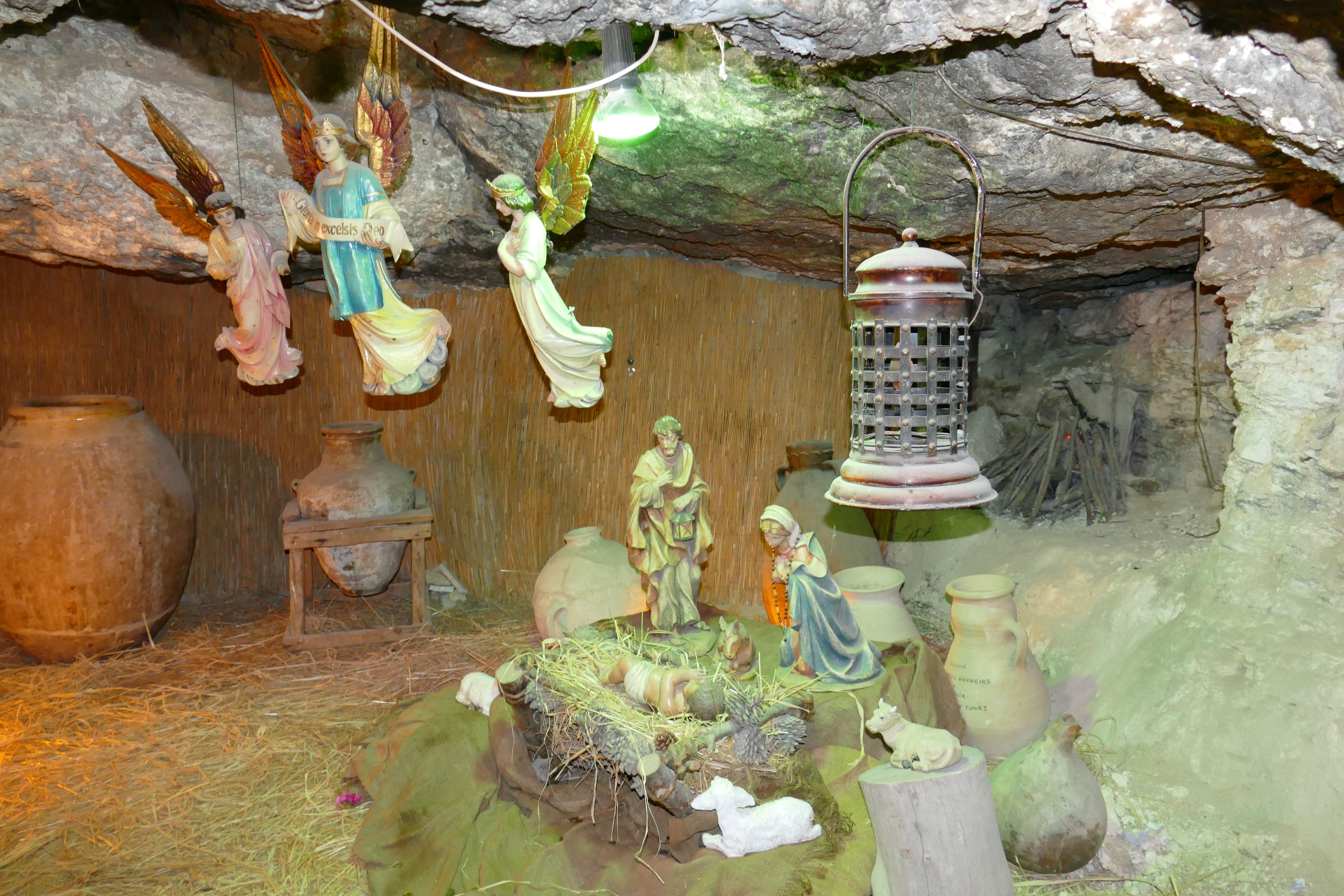
ベツレヘム羊飼いの野礼拝堂の「降誕場面」

ユダヤ教とイスラム教が多数派のイスラエル・パレスチナだが、パレスチナ人（アラビア語話者）やアルメニア人などのキリスト教徒も古くから住んでいる。キリスト降誕の地とされるベツレヘムや、聖墳墓教会が建つエルサレム旧市街、オリーブ山などが含まれる東エルサレムは、パレスチナ自治政府（パレスチナ国）の領域である。またイスラエル直轄地にも、ナザレやガリラヤ湖畔が含まれるガリラヤ地方などは、やはりキリスト教徒が多く住む。
降誕教会などがある聖地ベツレヘムでは、クリスマスの祝祭は3つの異なる期間に執り行われている。12月25日にはカトリック教会や聖公会など西方教会によって、1月7日（ユリウス暦12月25日）には正教会（ギリシャ正教）・コプト正教会・シリア正教会など東方教会の多くによって降誕祭が祝われ、さらに1月19日（ユリウス暦1月6日：神現祭の日）にはアルメニア使徒教会によって、キリストの降誕と洗礼が同時に祝われる（前述）。
なお、伝統的にイエス出生の聖地として信仰される降誕教会の地下洞窟をはじめ、この地域においてキリスト降誕の場所は、いわゆる「馬小屋」ではなく、岩の洞窟であったと考えられている。

### アメリカ合衆国
アメリカ合衆国ではその建国の経緯からイギリス流のクリスマスが一般的で、日本のクリスマスも英国・米国流を受け継いでいる。この日の前に、クリスマスの挨拶にとクリスマスにちなんだ絵はがきやカード（グリーティングカード）を送る習慣がある。また、プレゼントを家族全員で交換し合う習慣がある。
1960年代からアフリカ系アメリカ人の間で、クリスマスの翌日からアフリカ民族の伝統を祝うクワンザーという行事を家庭で行うことが増えている。
近年では、宗教的中立の観点による配慮と、それに対するキリスト教側の一部からの批判が問題となっている（「#宗教的中立とそれに対する批判」を参照）。

#### ハワイ
ハワイのクリスマスは、西欧諸国と同様、毎年行われる重要な祝祭の一つである。
ハワイにおける祝祭としてのクリスマスは、この地を訪れたプロテスタントの宣教師が紹介したもので、1820年以降に始まったと考えられている。その伝統的な要素のほとんどは宣教師が持ち込んだものである。ハワイの住人が今日のような形でクリスマスを祝う以前には、マカヒキという祭りがあった。このマカヒキが催される4カ月の間、すべての争いは禁じられていた。当時からすでに「あらゆる人へ平穏と善意があるように」という祝祭としてのクリスマスのエッセンスがあったといえる。

### メキシコ

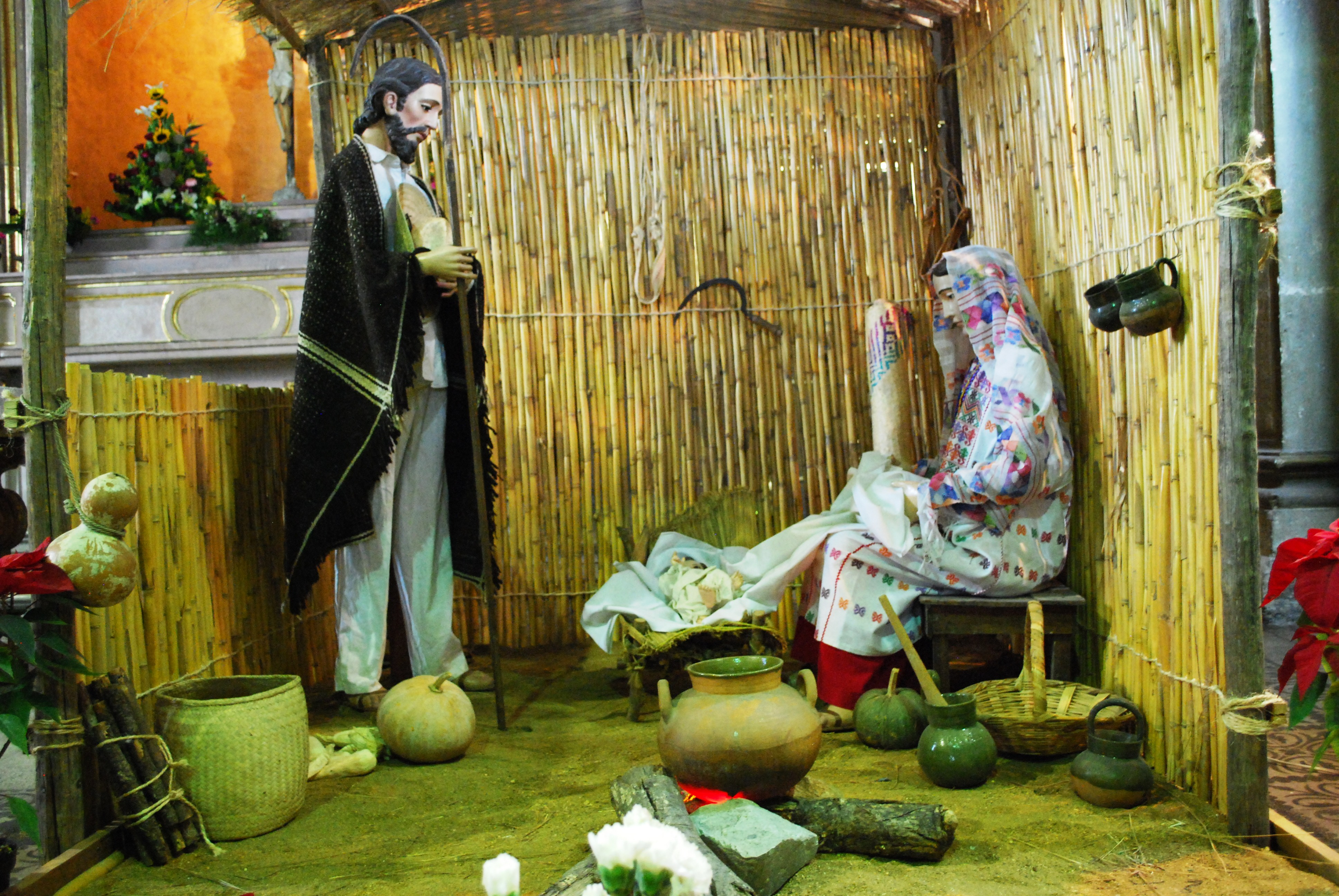
マリアとヨセフがオアハカ風の衣装を纏った「降誕場面」

メキシコのクリスマスは12月初旬から1月6日にかけて祝われる。また、これに関連する最後のイベントは2月2日に行われる。クリスマス期間中はキリストの降誕を人形で再現したものや、ポインセチア、クリスマスツリーなどを見ることができる。クリスマスのシーズンは、メキシコの守護聖人であるグアダルーペの聖母にちなんだ祝祭や、それに継いでラス・ポサダスやパストレラ（クリスマス劇）などの伝統的な行事が行われる。ミサや祝祭はクリスマス・イヴからはじまり、東方の三博士が訪問する1月6日の公現祭を経て、2月2日に「幼子イエスの神殿奉献」（エルサレム神殿へのいわば初宮参り）を記念する聖燭祭（ニノ・ディオス）を祝って終わる。これらの伝統的行事は、スペイン植民地時代に入植以前からの伝統とスペインの伝統が混ざり合ったもので、後にはドイツやアメリカの伝統を取り入れ形成された。

### インドネシア
インドネシアのクリスマスは、現地ではポルトガル語でクリスマスを意味するナタル（Natal）と呼ばれる。インドネシアでは約2500万人のキリスト教徒（うち約3割がカトリック教徒）が存在し、全国各地で様々な伝統を持ってクリスマスが祝われる。キリスト教徒（プロテスタントやカトリック）が多い地域では、祝祭や地域の料理でクリスマスが祝われるが、その他にも大都市のショッピングセンターなどでは、プラスチック製のクリスマス・ツリーやシンタクラース（Sinterklaas）の飾りつけが行われる。テレビ各局ではクリスマスの特別番組が組まれ、毎年恒例のクリスマス音楽コンサートや政府主催のクリスマスの祝祭が放送される。クリスマスには伝統的な食べ物の他、ナスター（パイナップルタルトの一種）、カステンゲル、プトリサルジュなどのお菓子が供される。

## 風習と由来

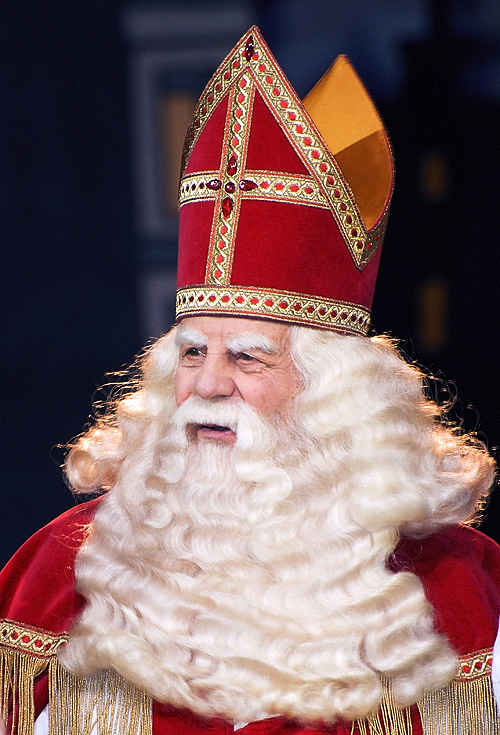
サンタクロース

### クリスマスツリー
クリスマスツリー（常緑樹で、モミ、トウヒ、松などを使用する）の習慣は、中世ドイツの神秘劇でアダムとイヴの失楽園物語を演じた際に使用された樹木に由来している。またクリスマスツリーに飾りつけやイルミネーションを施す風習は、19世紀以降のアメリカ合衆国で始まったものである。

### サンタクロース

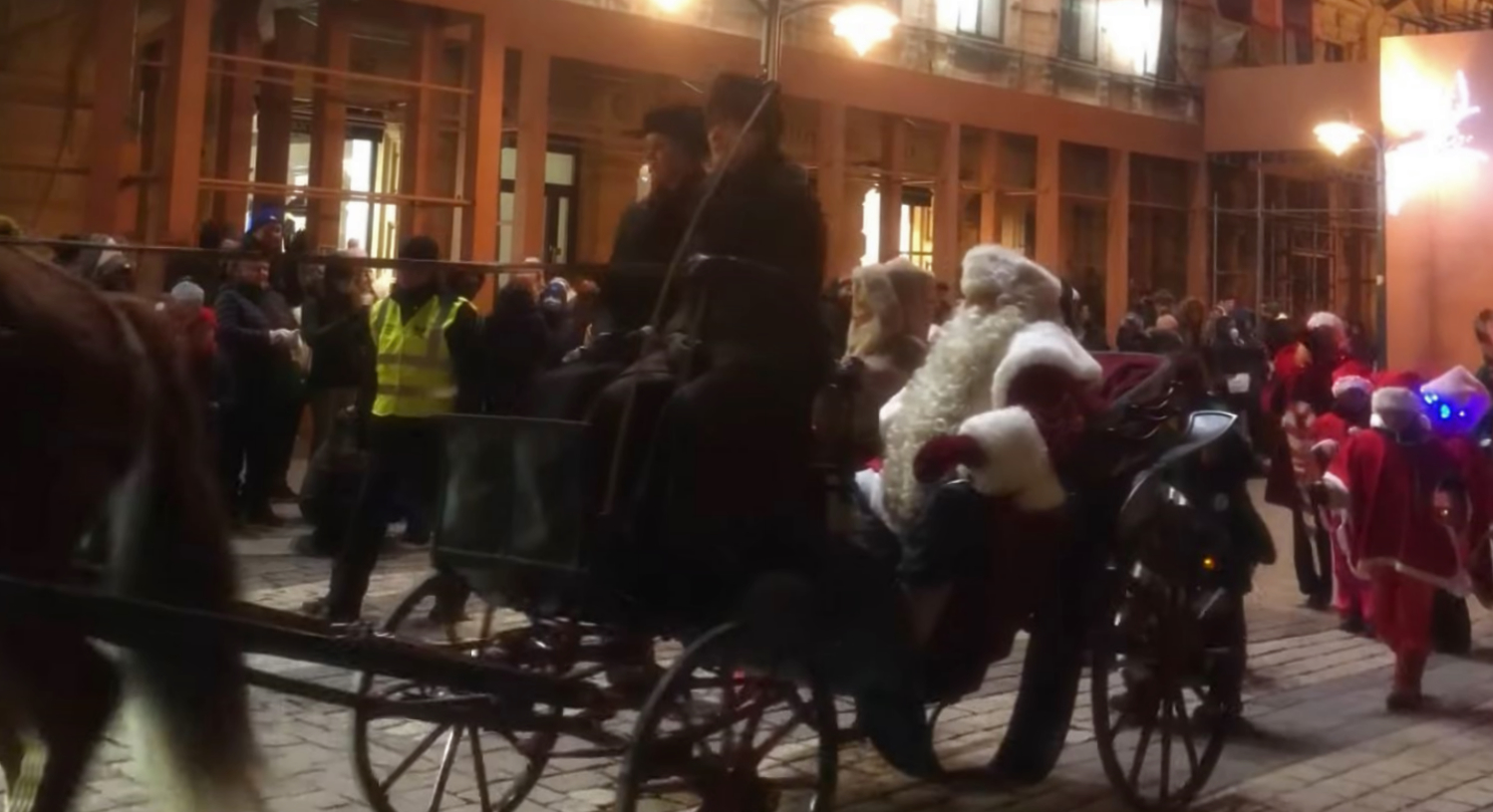
フィンランド、ヘルシンキでの2021年のクリスマスパレードでのサンタクロース

イギリスやアメリカなどのクリスマスではサンタクロースが強調されるが、この原型はオランダの民間伝承の「シンタクラース」、またさらに遡ると古代アナトリアに実在した聖人・ミラのニコラオスだと考えられている。

## 法定祝日

12月24日または25日、あるいは1月6日または7日に、クリスマスが祝日と定められている国

ヨーロッパやアメリカ州などキリスト教徒が多数派の国々、さらに東アジアでは大韓民国、香港、マカオでも、クリスマスは法定祝日である。
西欧諸国（ヨーロッパの西方教会圏）の多くでは、12月24日（クリスマス・イヴ）から1月1日（元日）までクリスマス休暇が続く（曜日配列の関係で12月22日もしくは12月23日から始まったり、あるいは1月2日もしくは1月3日まで続く年もある）。12月25日（24日の終電から26日の始発まで）は、ロンドン地下鉄やロンドンバスは全線運休になる。
一方、米国では12月25日と1月1日だけが祝日で、あとは個人で各々有給休暇を取得して休むのが一般的である。軍も休暇となり、基地や宿営地は閉鎖され、派兵中でない兵士達は自宅へ帰宅する。
キリスト教が近現代に伝来した諸国のうち、クリスマスを法定祝日とする国・地域では、古くから信仰される他宗教への配慮から、他宗教の記念日もクリスマスと同等に法定祝日にしているところが多い。
日本では戦前の大正天皇祭が12月25日、平成の天皇誕生日が12月23日であるという偶然があったが、日本国憲法が規定する政教分離の原則があり、特定の宗教の記念日を国民の祝日とすることは難しい。

## 日本において

### 歴史

#### 戦国時代から江戸時代
1552年（天文21年）に周防国山口（現在の山口県山口市）において、カトリック教会（イエズス会）の宣教師・修道司祭であるコスメ・デ・トーレスらが、日本人信徒（キリシタン）を招いて降誕祭のミサを行ったのが、日本で初めてのクリスマスである。しかし、その後江戸幕府の禁教令によってキリスト教が禁止されたので、明治の初めまでの200年以上の間、隠れキリシタン以外には受け入れられることはなかった。
一部の例外として、長崎出島のオランダ商館に出入りするオランダ人たちは、キリスト教を禁止する江戸幕府に配慮しつつ、自分たちがクリスマスを祝うため、オランダの冬至の祭りという方便で「オランダ正月」を開催していた。これには幕府の役人や、蘭学者などオランダ人と付き合いのある日本人も招かれた。また、長崎に住むオランダ通の日本人たちの間でも、これを真似て祝うことがあった。オランダ商館の者たちは江戸に出仕することもあったが、彼らを迎え入れる江戸の役人たちは、オランダ正月を参考に、オランダの料理や文物などを用意して、オランダ人たちをもてなしたと伝わる。

#### 明治時代から大正時代

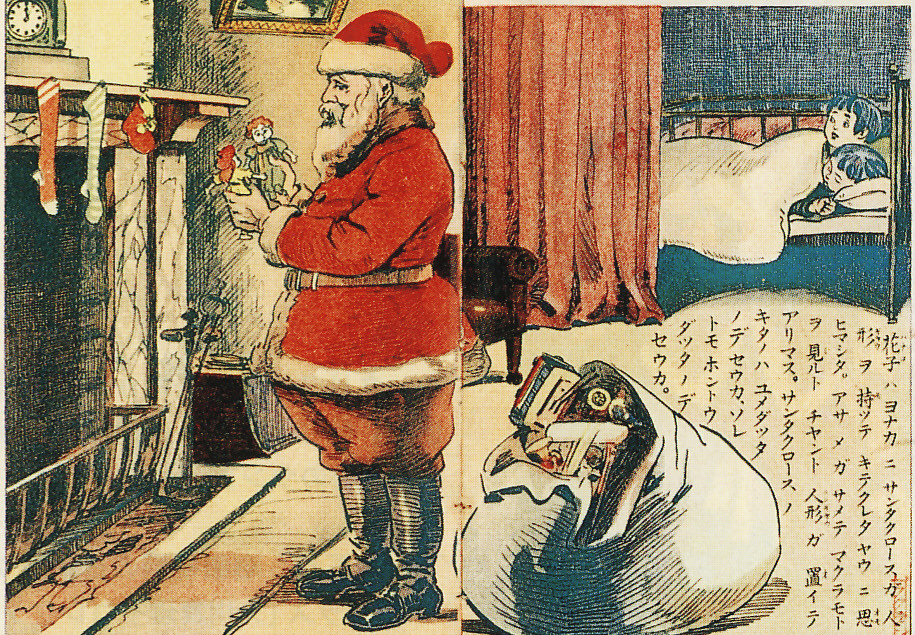
『子供之友』1914年12月号挿絵

日本でクリスマスが受け入れられたのは、1900年（明治33年）に明治屋が銀座に進出し、その頃からクリスマス商戦が始まったことが大きな契機であった。
大正時代になると、児童向け雑誌や少女雑誌の12月号には、表紙をはじめとしてクリスマスにまつわる話や挿絵がたくさん導入された。1925年（大正14年）に日本で初めてクリスマスシール（結核撲滅の寄附金付切手）が発行される。1922年（大正11年）発行の『言泉：日本大辞典』には、「耶蘇降誕祭」という漢字表記が見られる。

#### 昭和（戦前）
明治以来、皇位継承に伴って日が変更される休日には天長節（天皇誕生日）と先帝祭（先帝崩御日）の2つがあった。1926年（大正15年）12月25日の大正天皇崩御に伴い、1927年（昭和2年）3月4日に当時の休日法「休日ニ関スル件」が改正され、昭和時代の先帝祭にあたる大正天皇祭（12月25日）が設定された。日本でクリスマスの習慣が広く普及したのは12月25日が休日となっていたこの時代からとされている。1928年（昭和3年）の朝日新聞には「クリスマスは今や日本の年中行事となり、サンタクロースは立派に日本の子供のものに」と書かれるまでに普及していた。
昭和初期の頃、銀座、渋谷道玄坂から浅草にいたるまでの多くのカフェや喫茶店においては、クリスマス料理の献立を用意し、その店員はクリスマスの仮装をして客を迎えた。この様子を1931年（昭和6年）12月12日の都新聞は、「七千四百余のカフェと二千五百余の喫茶店に華やかにクリスマスが訪れサンタ爺さん大多忙を来たす」と報じた。
第二次世界大戦の最中、1944年に撮影された『加藤隼戦闘隊』では、前線部隊の食堂でクリスマスツリーが飾られているシーンが映っている。

#### 昭和（戦後）から令和時代

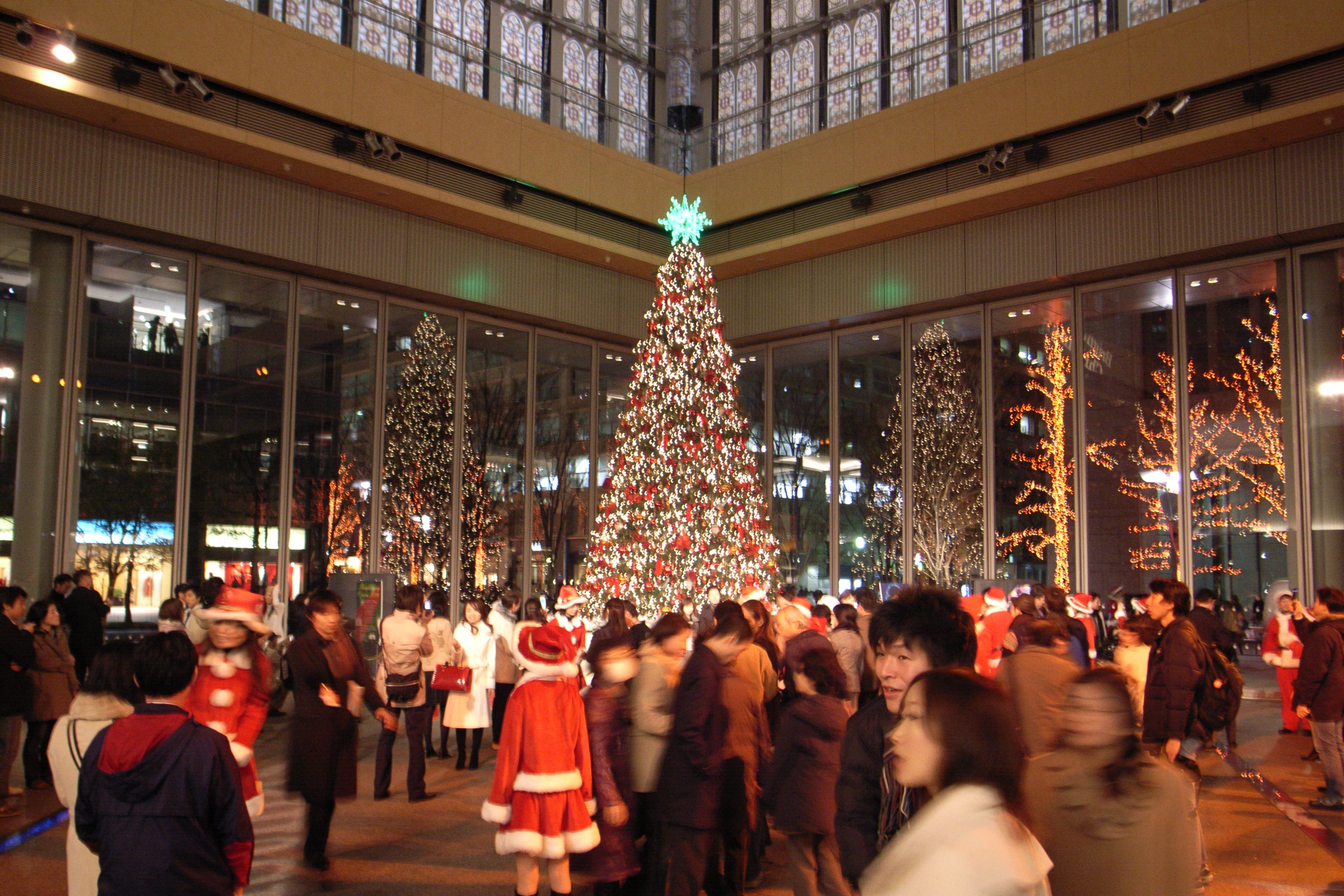
東京・丸の内ビルディング（2006年）

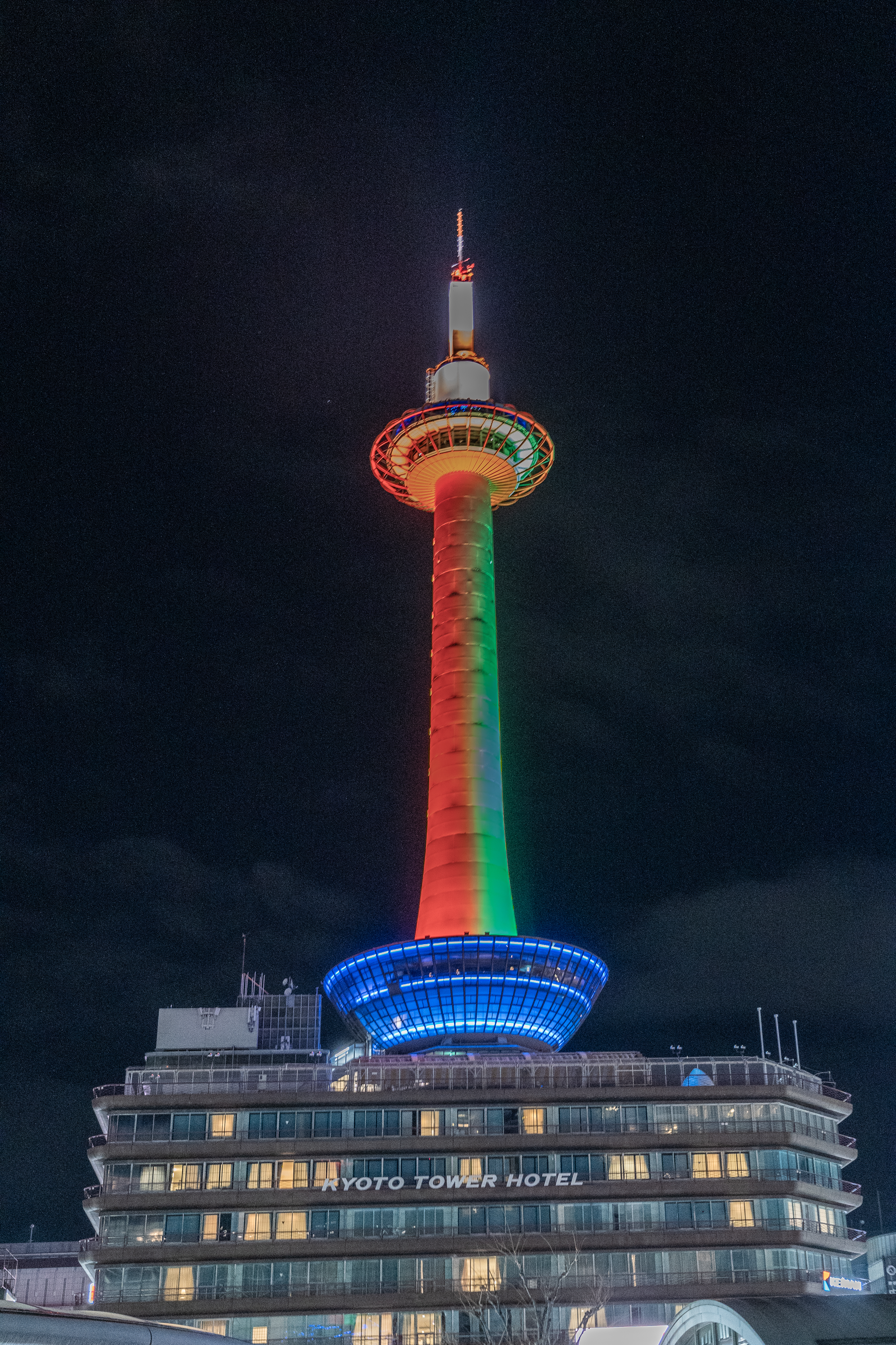
京都タワー (2022年)

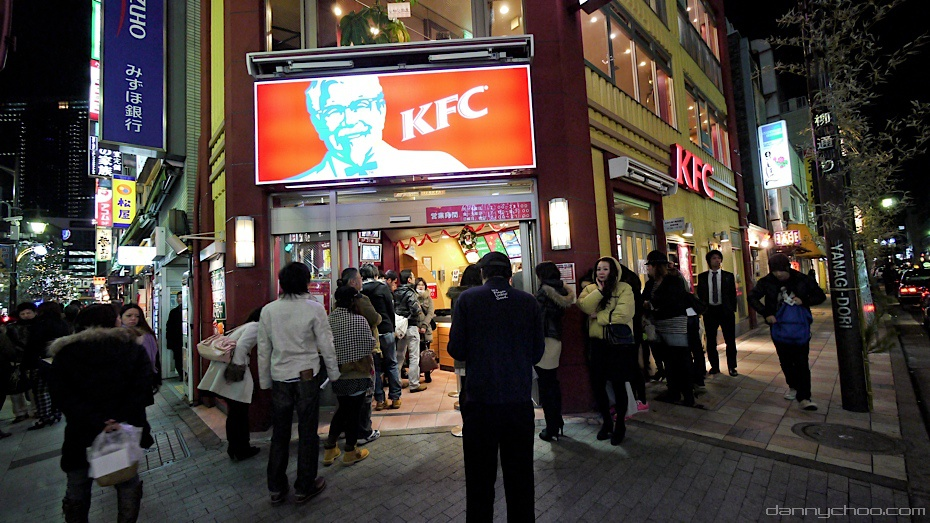
東京・新橋のケンタッキーフライドチキンでクリスマス・メニューを購入する客の列 (2010年)

1948年（昭和23年）7月20日に「国民の祝日に関する法律」が施行され、大正天皇祭は休日から外されたが、以降もクリスマスは年中行事として定着し、行事も盛大に行われるようになった。また、12月23日生まれである明仁が皇位にあった平成年間には、クリスマス・イヴが天皇誕生日の振替休日となる年もあった（1990年・2001年・2007年・2012年・2018年）。
ショッピングセンターでは、早いところは11月上旬からクリスマスツリーが飾られ、クリスマスセールが行われる。店内にはクリスマスソングが流れ、洋菓子店ではクリスマスケーキが販売される。街中ではイルミネーションとして街路樹に豆電球（2000年代後半～2010年代以降は主にLED）が飾り付けられる。庭のある家庭では、庭木や家屋に電飾を施すこともある。商業施設などの場合、12月24日のクリスマス・イヴに、イベントを開くことがある。
日本では12月26日になると、クリスマスの飾りが一転して門松などの正月飾りに付け替えられたり、小売店などでも正月準備用や大掃除用商品の陳列・販売が中心となる、神社仏閣への初詣の宣伝が流れる、BGMも『お正月』が流れるのが特徴である。これは「クリスマス」を神聖な宗教行事としてではなく、商業行事としてみなすために起こる状況である。1月1日の「カウントダウンイベント」が盛んになる12月31日深夜まで、イルミネーションがそのままにされている場合もある。
日本でもクリスマスは大きなイベントとして定着したが、やはり本場のキリスト教圏と比べるとその規模は小さいという指摘もある。2014年に旅行サイトのスカイスキャナーが発表した「宗教的あるいは個人的、思想的な理由などでクリスマスを祝う習慣がなく、クリスマスの大騒ぎを避けたいと思っている」人に勧める「クリスマスを避けるために行く国トップ10」のランキングでは、イスラム国家のサウジアラビア、アルジェリア、イランや、上座部仏教国のタイ、社会主義国家の中国や北朝鮮などを押さえ、日本が1位となっている。「サンタクロースをたまに見かけるかもしれないが、日本はクリスマスが祝日でなく、12月25日も人々は普段通り仕事をする」ためである。
フライドチキンでクリスマスを祝う風潮は、日本ケンタッキー・フライド・チキンによるマーケティングで定着した、日本独自のものであり、世界では「キリストの降誕祭を安価なファーストフードで祝うのは如何なものか」という見方が主流である。

### 個々の場合

#### 教会

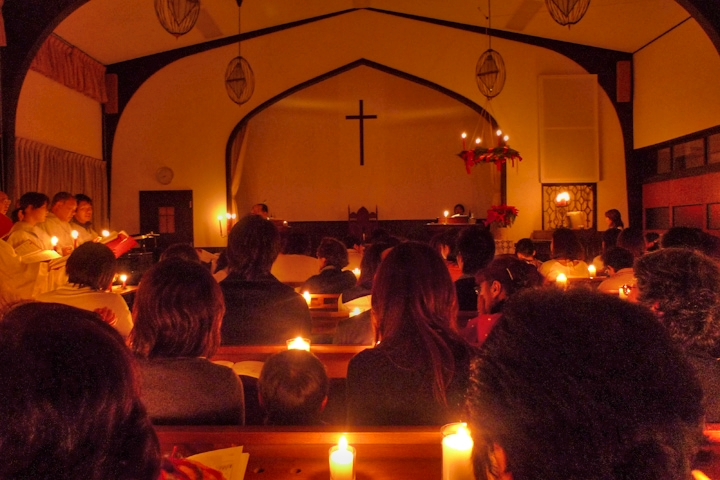
日本のキリスト教教会（日本基督教団甲南教会）のクリスマス讃美礼拝、2010年

キリスト教の教会は多くの場合、キリスト教徒・またその教派の信徒であるか否かを問わず門戸を開いており、信徒でない人もクリスマスの礼拝に出席することが可能である。日本各地の、正教会の晩祷・聖体礼儀や、カトリック教会のミサ、聖公会の前夕礼拝・降誕日聖餐式に、信徒でなくても参祷することができる。またプロテスタントの諸教会でも、非信徒の参祷を歓迎しているところが多い（各教会堂の掲示板に「クリスチャンでない方もお気軽にどうぞ」と掲示が出る）。

#### 神社仏閣
神社仏閣でも「クリスマス御朱印」などの企画が開催されることがある。マリア観音を祀る岐阜県の専養寺はクリスマスを祝っている。

#### 家庭

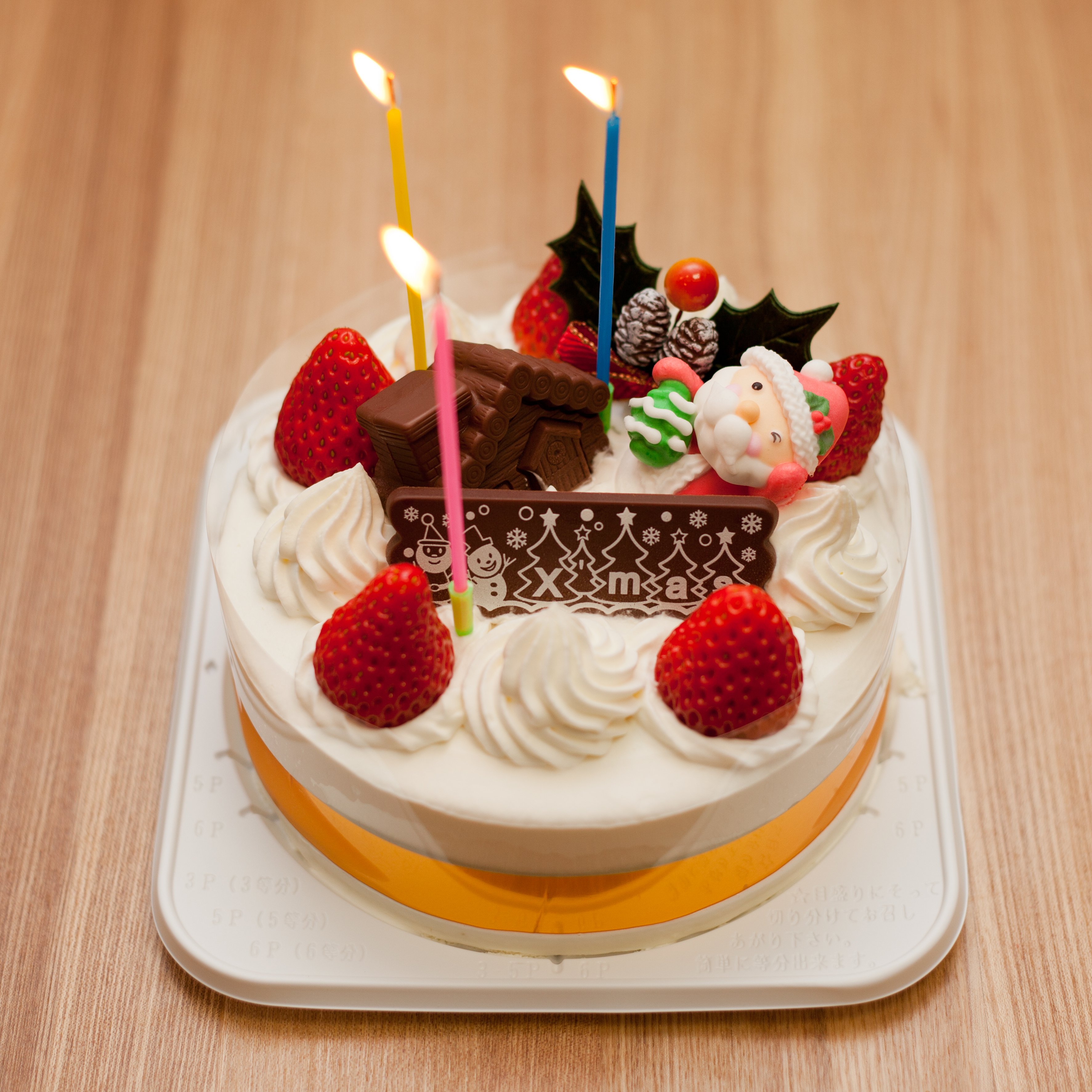
日本のクリスマスケーキ

日本人男女を対象とした2006年（平成18年）の統計調査によると、クリスマスは誰と過ごすか、との質問に対し「家族」との答えが約6割と圧倒的多数を占め、またクリスマスの過ごし方は「家でのんびりする」が群を抜いて1位（66%）となるなど、日本人がクリスマスを家庭で過ごす傾向が明らかになった。

#### 独身者
家族と過ごす人、恋人と過ごす人、友人と過ごす人、家で独りで過ごす人など、クリスマスの過ごし方は様々である。
しかし、1930年代から、パートナーのいる人にとっては着飾ってパートナーと一緒に過ごしたり、プレゼントを贈ったりする日となっている。1931年（昭和6年）には、パートナーのいない"不幸な青年たち〔ママ〕"独身者には方々のレストランが「一円均一」のクリスマスディナーを売り出すなどして歓迎した、とも報じられた（現在の相場に換算すると約3,000円。例えば、朝日新聞朝刊購読料が昭和6年で約1円の時代）。
2005年（平成17年）11月に行われた1都3県の20～39歳の独身男女計474名のインターネット利用者を対象とした調査では調査対象者の約7割が「クリスマスは恋人と過ごしたい」と考えていると回答した。
2006年（平成18年）、インターネットリサーチ会社、DIMSDRIVE『クリスマスの過ごし方』に関するアンケートでは、30歳代女性の43.5%が「自宅でパーティーなどをする」と回答している。
これらの風潮について批判もあり、イタリアの「ベネルディ」誌は2010年12月24日、『クリスマスの東京 愛を祝う』と題した記事で、“人口の僅かしかキリスト教徒が居ないのに、多くの人がプレゼントを交換しあうほか、男女の愛の祭りとなっている”と評した。多くの日本人は、宗教行事としてイベントを行ってはいない。

#### 教育機関
クリスマス行事は幼稚園・保育所・小学校などでも行われることがある（通常冬休みの直前に行うため、12月24・25日ではないことがほとんどである）。祈りを伴った正式の形で行われるのはいわゆる“ミッション系”に限られている。

#### スポーツの場合
クリスマスに大一番がある時には、どの大会でも聖夜決戦と呼ばれることがある。中央競馬の有馬記念（グランプリ）がクリスマスに行われる場合はクリスマス・グランプリといわれることがある。

## 関連文化

### 文学・演劇

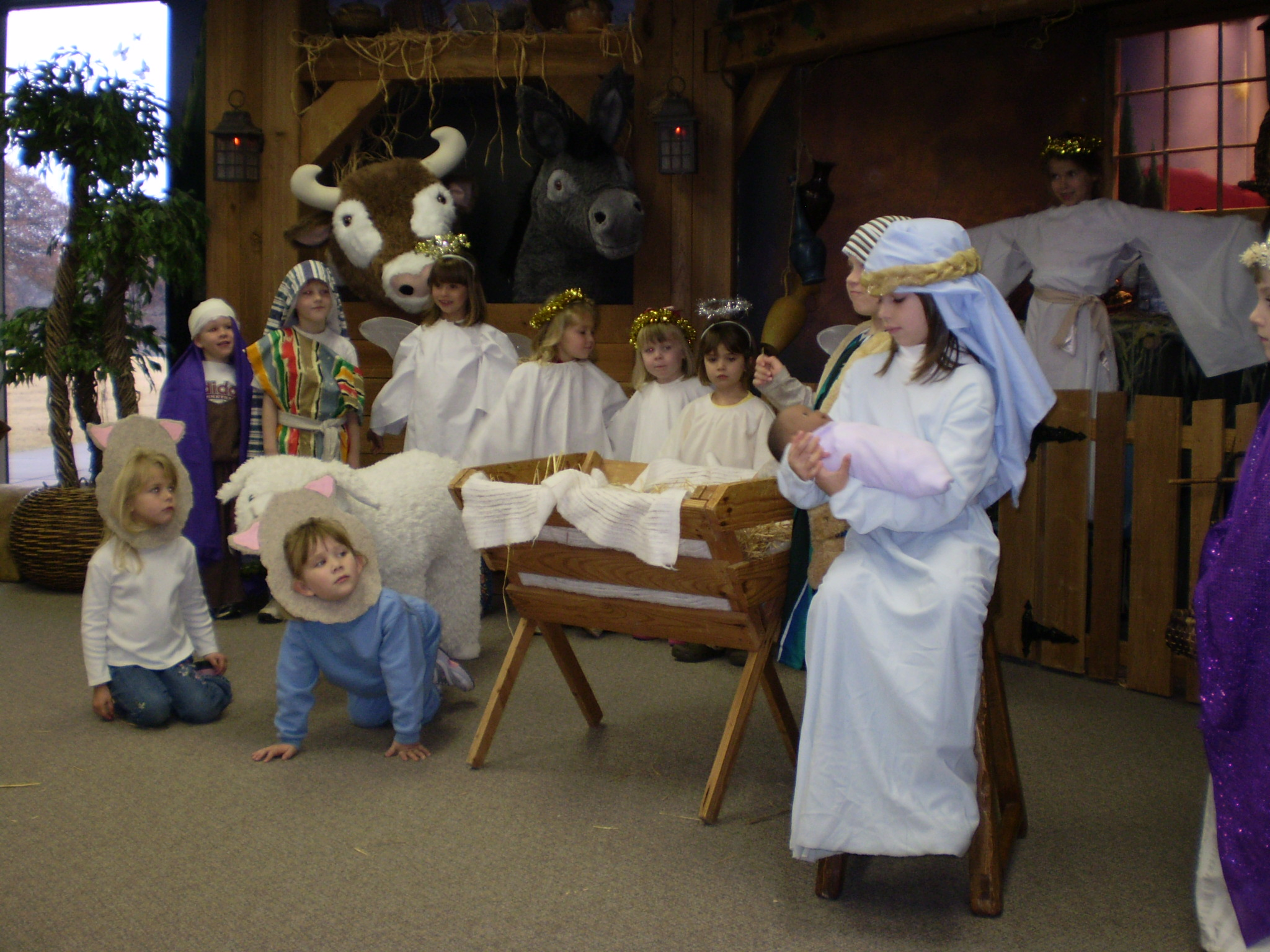
米国の長老派教会での降誕劇

クリスマスを題材にした文学で著名なものとして、19世紀イギリスの小説家ディケンズの中編小説『クリスマス・キャロル』がある。守銭奴スクルージがクリスマスに悔い改める話で、1843年に発表され大成功を収めた。この小説はハリウッドとイギリスの映画会社によるクリスマス映画の中で20世紀において最も多く映画化された物語となった。
『人魚姫』や『裸の王様』など多くの童話で知られるデンマークの作家アンデルセンはクリスマス当日の話は書いていないが、1845年作の大みそかの物語『マッチ売りの少女』の主人公は寒さに凍えて売り物のマッチに火をつけ、ひとときの楽しいクリスマスの夢を見る。
ベルギーの劇作家メーテルリンクの『青い鳥』はフランス語の童話劇で、1908年にモスクワ芸術座でスタニスラフスキーの演出によって上演され大成功を収めた。クリスマスの夜に見た夢の中で1年間にわたって幸せの青い鳥を探すが見つからず、目覚めてみると枕元の鳥かごの中に探していた青い鳥がいたという兄チルチルと妹ミチルの物語で、英語圏で評価が高い。
降誕劇（パジェント）
西方教会系統の教会や小学校・幼稚園などではしばしば、クリスマスの直前の日曜日（アドベント第4主日）などに、おもに教会の信徒の子供や児童・園児たちによって、「パジェント」（ページェント）と呼ばれるキリスト降誕の物語の演劇（降誕劇）が、教会の礼拝中や学校・園の中、はたまた町中などで上演される。

### 音楽
楽曲
- クリスマス・キャロル（音楽ジャンル）
- ヨハン・ゼバスティアン・バッハ「クリスマス・オラトリオ」 - 元来クリスマスからエピファニーにかけて順に演奏された、降誕物語曲。
- マルカントワーヌ・シャルパンティエ「真夜中のミサ（フランス語版）」 - 代表的なクリスマスのためのミサ曲。
- アルカンジェロ・コレッリ「クリスマス協奏曲」 - “クリスマスの夜のために作曲”[注 27]されたコンチェルト・グロッソ（合奏協奏曲）。
- ピョートル・チャイコフスキー「くるみ割り人形」 - クリスマス・イヴの夜が舞台のバレエ作品。

音楽チャート
アメリカのビルボードチャートでは、クリスマスソングに限定したシングルチャート「Christmas Singles」が、1963年～1973年、1983年～1985年の12月前後に発表されていた（なお1963年～1972年はクリスマスソングはレギュラーのBillboard Hot 100のランキング対象外であった）。2011年からは「Christmas Singles」チャートの事実上の復活といえる楽曲チャート「Holiday 100」が毎年12月前後に発表されている。
またビルボードチャートでは、クリスマスアルバムに限定したアルバムチャート「Christmas LP's」「Christmas Albums」「Hoilday Albums」も毎年12月前後に発表されている。

### 映画
クリスマスを題材にしたアメリカ映画は非常に多く、主に『素晴らしき哉、人生!』『ホーム・アローン』『ホーム・アローン2』『ジングル・オール・ザ・ウェイ』等が挙げられる。

### 料理

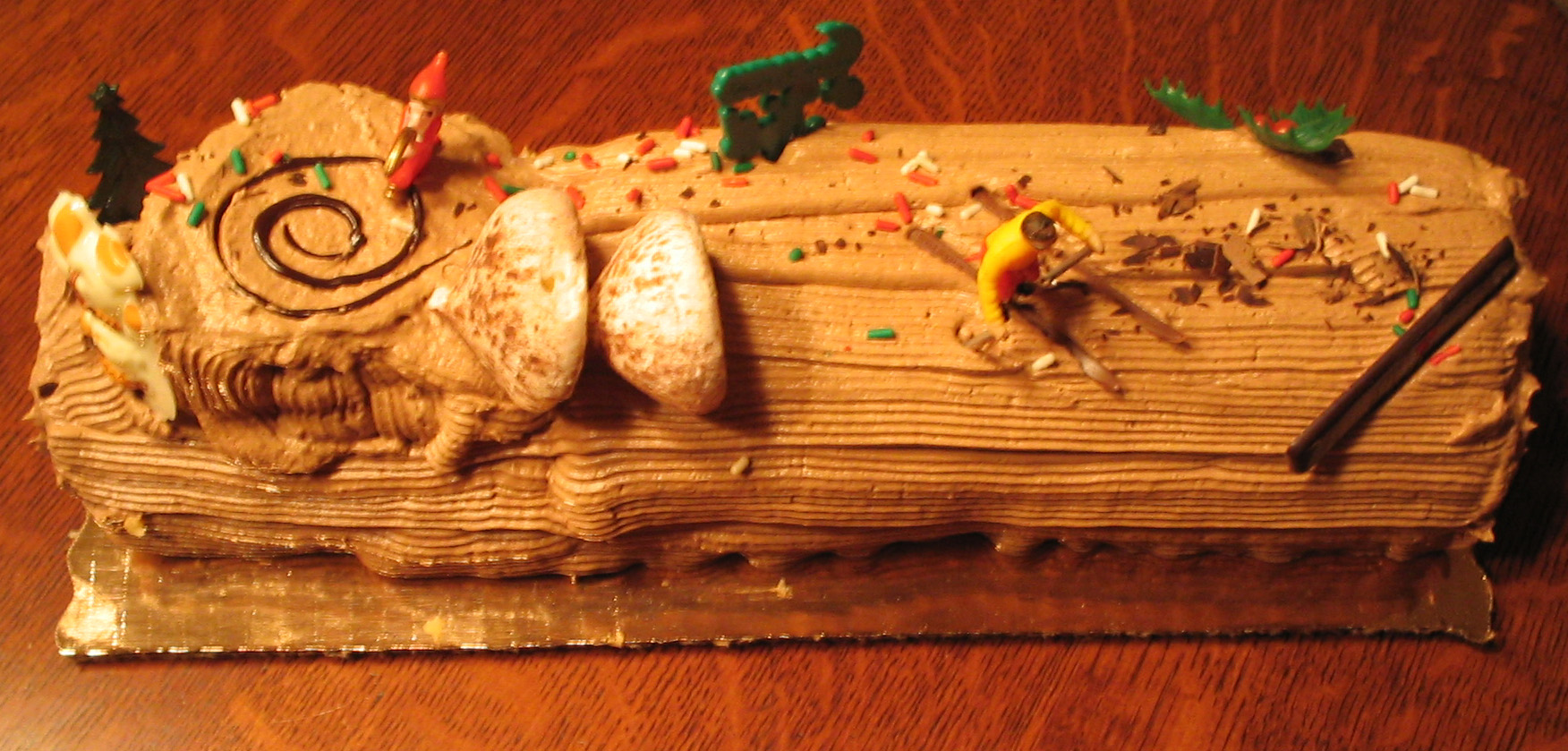
ビュッシュ・ド・ノエル

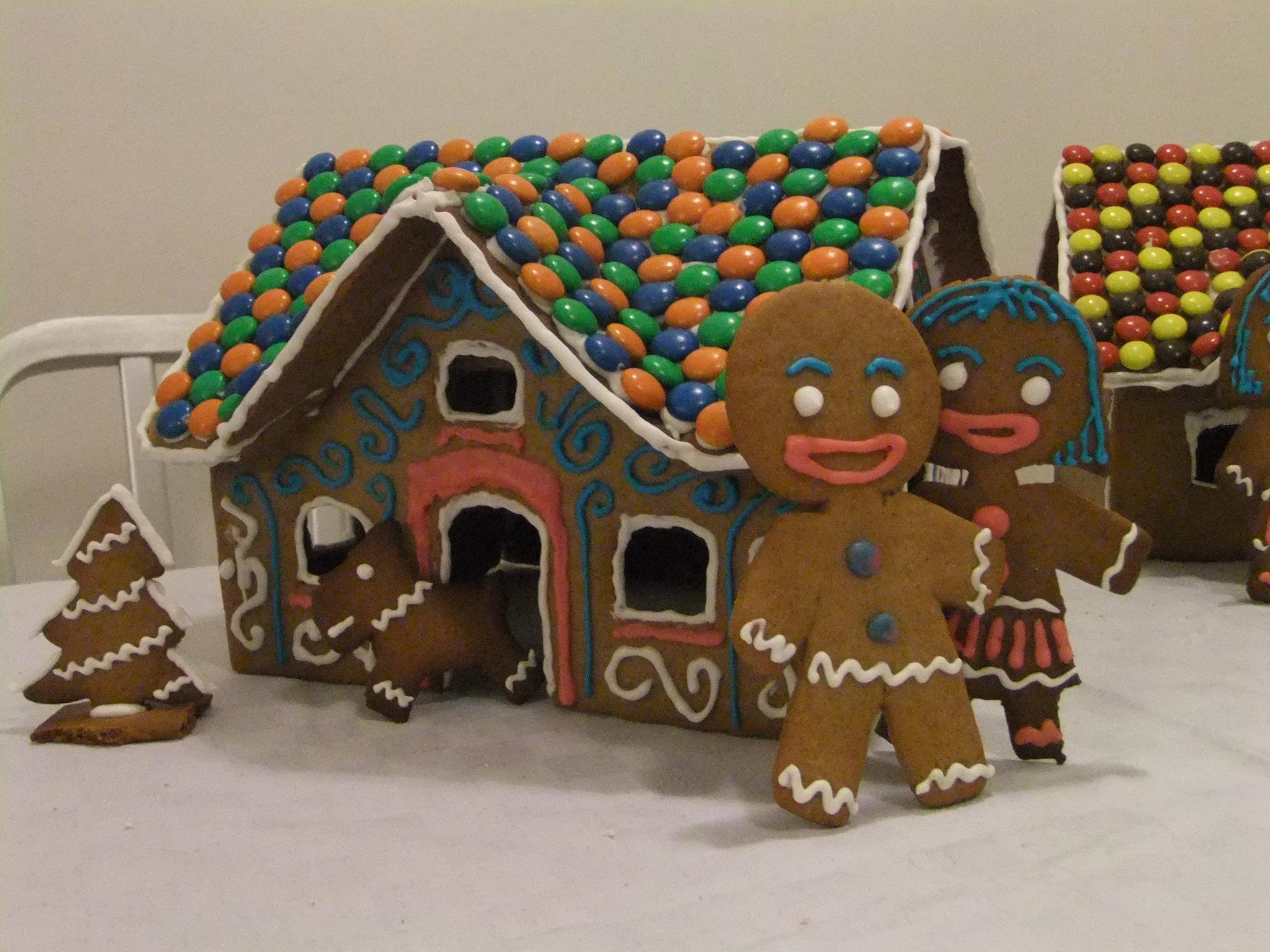
ジンジャーブレッドマンと家

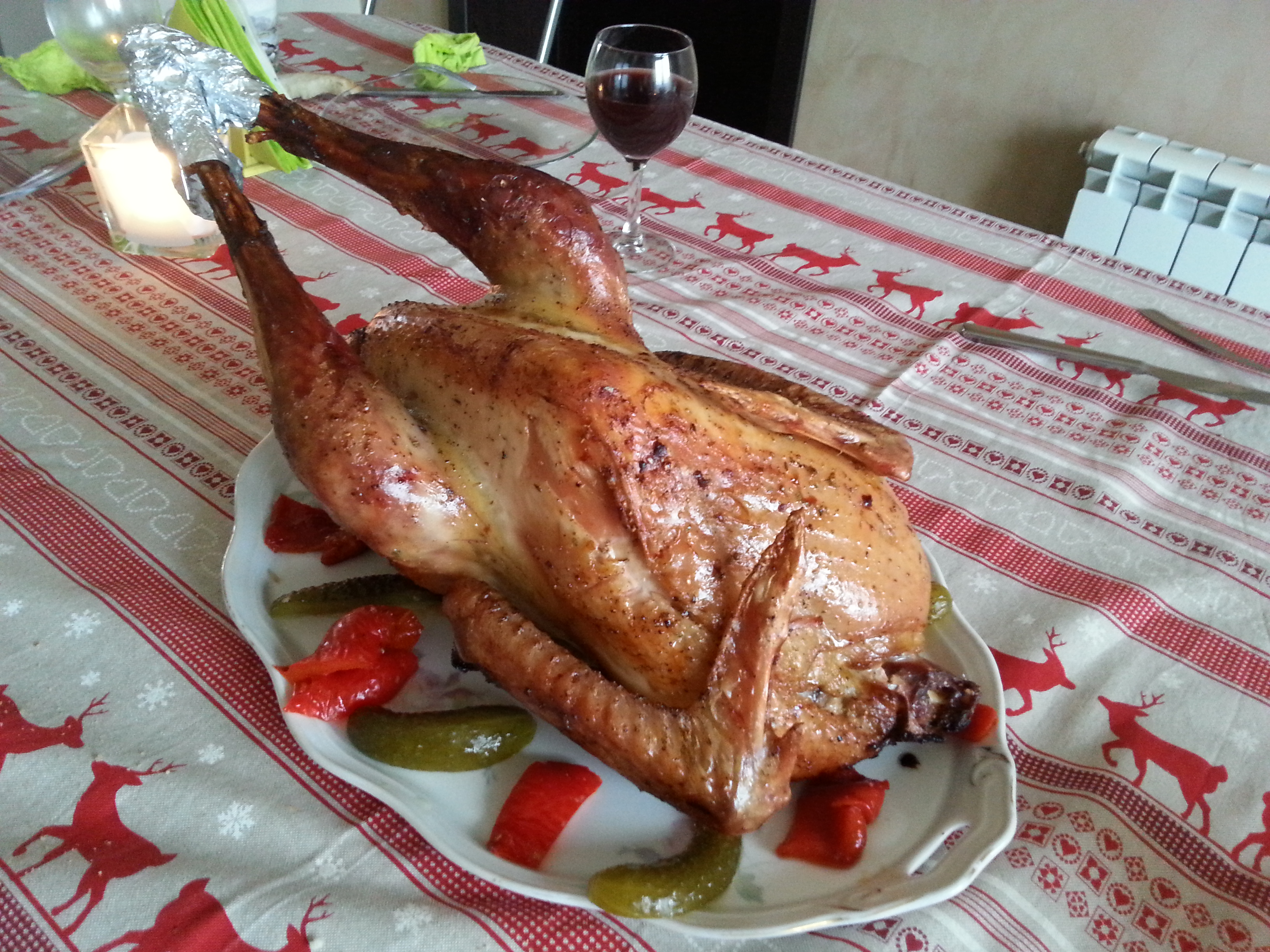
ローストチキン

- クリスマス料理（英語版）

ケーキ
- クリスマスケーキ
- ホワイト・クリスマス (洋菓子)
- ビュッシュ・ド・ノエル
- クグロフ
- シュトレン

菓子類
- クリスマスプディング
- レープクーヘン
- ジンジャーブレッドマン
- キャンディケイン

飲みもの
- グリューワイン
- クリスマスビール
- ユールムスト

ごちそう
- ローストチキン
- シチメンチョウ（w:Turkey as food）
- クリスマスハム

### 商工業
伝統的な商工業
- クリスマスマーケット

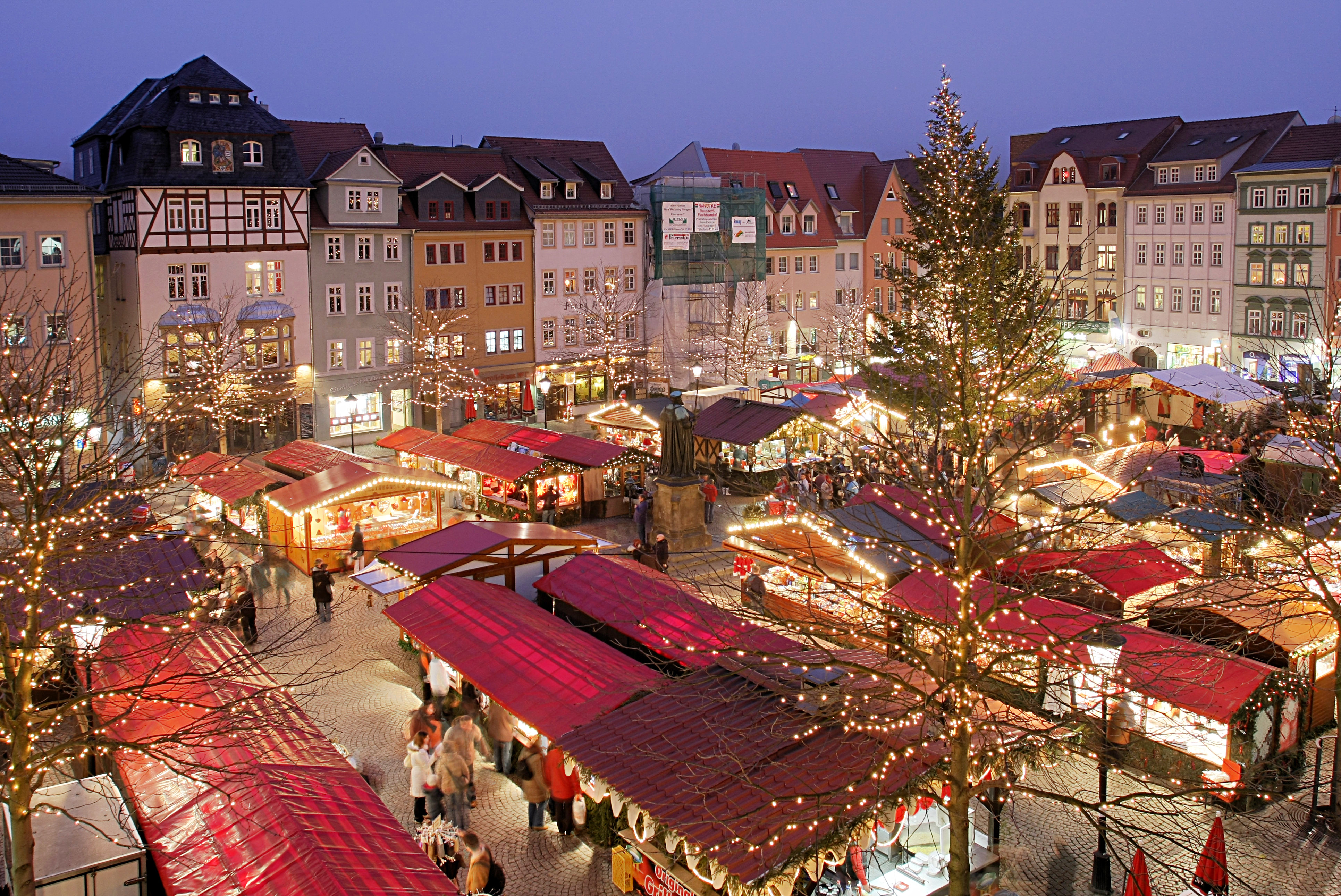
ドイツ・イェーナのクリスマスマーケット

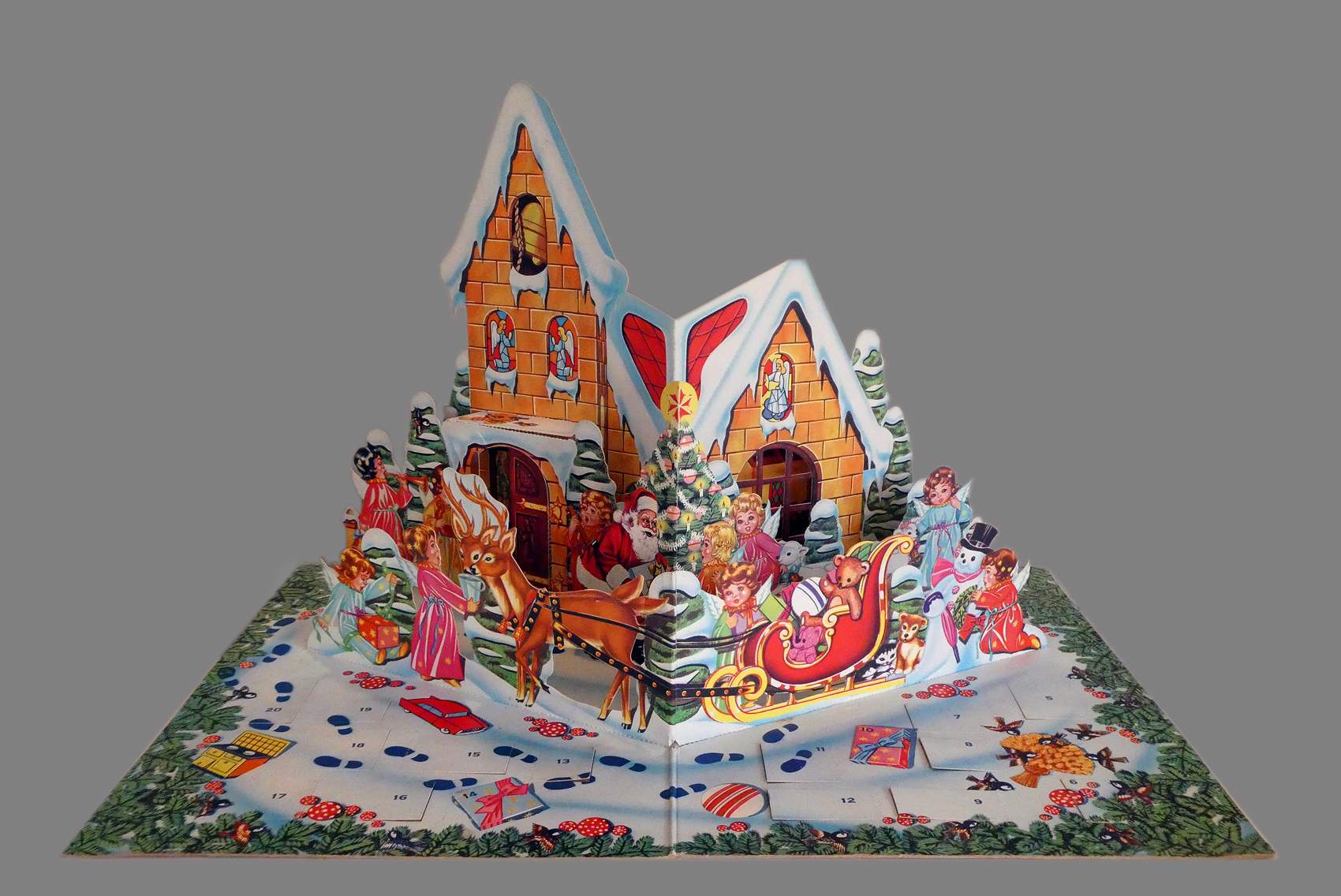
スウェーデンの紙製立体型ユーレカレンダー

  - ニュルンベルク - クリスマスマーケットで有名、グリューワインの名産地。
  - ドレスデン - シュトレンや、一説にはクリスマスマーケットの発祥地とされる。
  - ローテンブルク・オプ・デア・タウバー - 一年中クリスマス商品を売る店がある[117][118]。
  - ザイフェン（ドイツ語版）（エルツ山地） - くるみ割り人形など木工玩具の名産地。
- アドベントカレンダー／ユーレカレンダー

経済
- クリスマスの経済（英語版）
- クリスマス商戦

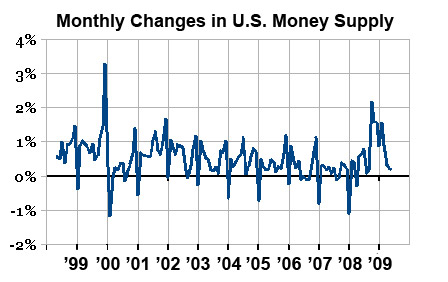
2000年を特に顕著とし、米ドルのマネーサプライはクリスマスの買い物シーズンに合わせて毎年増加している。

## 批判

### 狂騒に対する批判
クリスマスに関する消費主義や人々の馬鹿騒ぎに対する批判の淵源は、古代にまで遡ることができる。古代ローマで行われていた12月の祭であるサトゥルナリア祭について、4世紀にはキリスト教徒ではないギリシャ人の思想家リバニオスによって「消費への衝動がすべての人を捕らえている。1年じゅう金を貯め（て）（中略）いた者が、突然、消費に走る」と批判されていると伝わっている。
このサトゥルナリア祭に代わって真冬の祭りとなったクリスマスに対して、17世紀のある文書は「クリスマスを祝う人々の大部分は、キリストの御名（みな）をひどく汚すような仕方でこの祭りを行なっている。（中略）この祝日は酒宴、（中略）馬鹿騒ぎ、（中略）狂気じみた歓楽などに費やされている。（中略）この祭りは（中略）サトゥルナスマスとか（中略）いっそのことデビルマスという名で呼ばれる方がふさわしいのである」と批判的である。現代の研究者は、クリスマスにおける世俗の酒宴的気分について、サトゥルナリア祭などのキリスト教以外の祭りの名残を指摘している。
第265代ローマ教皇・ベネディクト16世は、「無原罪の聖マリアの祭日」（12月8日）とクリスマスの間の「聖なる降誕祭を準備する期間」（アドベント）について、2005年に以下のようなコメントを発した。
また2012年12月19日には、フィナンシャル・タイムズへ寄稿し、その中で、以下のように述べた。ローマ教皇が経済紙に寄稿するのは非常に異例だという。
2018年のクリスマス・イヴには教皇フランシスコ1世が、説教の中で“キリストの誕生が「がつがつ飽食したり、たくさんのものを溜め込むのではなく、他者に分け与える」という新しい生き方を提示した”と述べ、「自分自身に問いかけよう。これほどたくさんのモノが、これほど複雑な暮らし方が、本当に自分に必要なのかと。不要で余計なものをすべて取り除いて、もっと素朴な暮らしはできないのか」「所有すること、有り余るほどのモノを持つことに、人生の意味を見出す人は多い。とどまるところを知らない強欲は、今日に至るまで人類史上いつも、豪勢な食事にありつく少数の人を生み出してきた。生き延びるのに必要な日々のパンさえ持たない人があまりに多いのとは逆説的だ」と語りかけた。

### 宗教的中立とそれに対する批判
アメリカ合衆国をはじめとする欧米諸国のリベラル派は、1990年代後半頃以降、宗教的中立性と政教分離の観点から、クリスマスを祝わない立場の人に配慮して、公共の空間に飾られたクリスマスツリーを「ホリデーツリー」、「メリー・クリスマス」（Merry Christmas）という挨拶の代わりに「ハッピー・ホリデーズ」（Happy Holidays：「楽しい休日・祝日を」）などと言い換える運動を推進してきたが、それにかかわらず、保守派・キリスト教右派団体からは批判を受けている。

## クリスマスとテロ
21世紀に入ると、欧米諸国などではクリスマスシーズンが近づくたびにテロが発生するようになり、毎年のように各国政府や警察当局などから注意喚起が発信されるようになった。

### 主なテロ事件
- 新宿クリスマスツリー爆弾事件
- 2016年ベルリンのクリスマスマーケットにおける事件

## 関連文献
- カトリーヌ・ルパニョール『サンタクロースとクリスマス』渡辺義愛監修、今井裕美子他訳、東京書籍、1983年、ISBN 978-4487760138
- コレット・メシャン『サンタクロース伝説の誕生』樋口淳/諸岡保江編訳、原書房、1991年、ISBN 978-4562022670
- クロード・レヴィ＝ストロース『サンタクロースの秘密』中沢新一訳・著、せりか書房、1995年、ISBN 978-4796701952

（改題新版）『火あぶりにされたサンタクロース』中沢新一訳・解説、KADOKAWA、2016年、ISBN 978-4044002206
- ポール・L・マイヤー『最初のクリスマス』山田直美訳、日本キリスト教団出版局、1992年、ISBN 978-4818401211
- オスカー・クルマン『クリスマスの起源』土岐健治/湯川郁子訳、教文館、1996年、ISBN 978-4764260238
- 若林ひとみ『クリスマスの文化史』白水社、2004年、ISBN 4-560-04075-3、ISBN 978-4560040751
- 堀井憲一郎『愛と狂瀾のメリークリスマス なぜ異教徒の祭典が日本化したのか』講談社現代新書、2017年、ISBN 978-4062884013